# Attaque de Pearl Harbor
Pour les articles homonymes, voir Pearl Harbor (homonymie).
Seconde Guerre mondiale - Guerre du Pacifique
Batailles
Batailles et opérations de la guerre du Pacifique

Japon :
- Raid de Doolittle
- Bombardements stratégiques sur le Japon (Tokyo
- Yokosuka
- Kure
- Hiroshima et Nagasaki)
- Raids aériens japonais des îles Mariannes
- Campagne des archipels Ogasawara et Ryūkyū
- Opération Famine
- Bombardements navals alliés sur le Japon
- Baie de Sagami
- Invasion de Sakhaline
- Invasion des îles Kouriles
- Opération Downfall
- Reddition du Japon

Pacifique central :
- Pearl Harbor
- Guam (1941)
- Wake
- Raid sur les îles Gilbert et Marshall
- Opération K
- Midway
- Opération RY
- Campagne des îles Gilbert et Marshall
- Campagne des îles Mariannes et Palaos
- Campagne des archipels Ogasawara et Ryūkyū
- Opération Inmate

Pacifique du sud-ouest :
- Nauru
- Invasion des Philippines (1941-42)
- Invasion des Indes orientales néerlandaises
- Opérations de l'Axe dans les eaux australiennes
- Raids aériens japonais sur l'Australie (1942-43)
- Opération Ke
- Campagne des îles Salomon
- Campagne de Nouvelle-Guinée
- Campagne des Philippines
- Campagne de Bornéo (1945)

Asie du sud-est :
- Invasion de l'Indochine (1940)
- Océan Indien (1940-45)
- Guerre franco-thaïlandaise
- Invasion de la Thaïlande
- Campagne de Malaisie
- Hong Kong
- Singapour
- Campagne de Birmanie
- Opération Kita
- Indochine (1945)
- Détroit de Malacca
- Opération Jurist
- Opération Tiderace
- Opération Zipper
- Bombardements stratégiques (1944-45)

Guerre sino-japonaise
Front d'Europe de l’Ouest
Front d'Europe de l’Est
Bataille de l'Atlantique
Campagnes d'Afrique, du Moyen-Orient et de Méditerranée
Théâtre américain
L'attaque de Pearl Harbor est une attaque surprise menée par les forces aéronavales japonaises le 7 décembre 1941 contre la base navale de Pearl Harbor située sur l'île d'Oahu, à Hawaï. Autorisée par l'empereur du Japon Hirohito, elle vise à détruire la flotte du Pacifique de l'US Navy située dans la baie de Pearl Harbor. Cette attaque provoque l'entrée des États-Unis dans le conflit mondial.
L'anéantissement de la principale flotte américaine doit permettre à l'empire du Japon de continuer à établir sa sphère de coprospérité de la Grande Asie orientale en privant les Américains des moyens de s'y opposer militairement ; c'est aussi une réponse aux sanctions économiques prises par Washington en juillet 1941, contre sa politique impérialiste, après l'invasion de la Chine et de l'Indochine française dans le cadre de l'expansionnisme du Japon Shōwa.
L'attaque, dirigée par le général Hideki Tōjō, est lancée le dimanche 7 décembre à 7 h 48 par le service aérien de la Marine impériale japonaise contre la flotte américaine du Pacifique et les forces stationnées sur place. Elle est conduite en deux vagues aériennes parties de six porte-avions impliquant plus de 400 avions. En moins de vingt-quatre heures, l'empire du Japon attaque également les États-Unis aux Philippines et engage les hostilités avec le Royaume-Uni, en envahissant Hong Kong et en débarquant en Malaisie.
Les pertes américaines sont importantes : 2 403 morts et 1 178 blessés. Mais seulement deux cuirassés sont détruits (le troisième n'étant qu'un bateau cible) ainsi que 188 avions. Les seize autres navires endommagés sont remis en état dans les mois qui suivent (dont onze avant la fin de 1942). Parmi les navires endommagés figurent six cuirassés, trois croiseurs, quatre destroyers. Les trois porte-avions du Pacifique, alors absents de Pearl Harbor, demeurent intacts. Les Japonais perdent 64 hommes, 29 avions et cinq sous-marins de poche ; un marin est capturé.
Aux États-Unis, cette attaque reste un des événements les plus marquants de l'histoire du pays et est synonyme de désastre national — chaque année le drapeau est mis en berne le 7 décembre. Les historiens ont mis en évidence l'audace du plan de l'amiral Isoroku Yamamoto et le manque de préparation et les négligences américaines. Le rôle du président Franklin Delano Roosevelt reste un sujet de polémique.

## Contexte

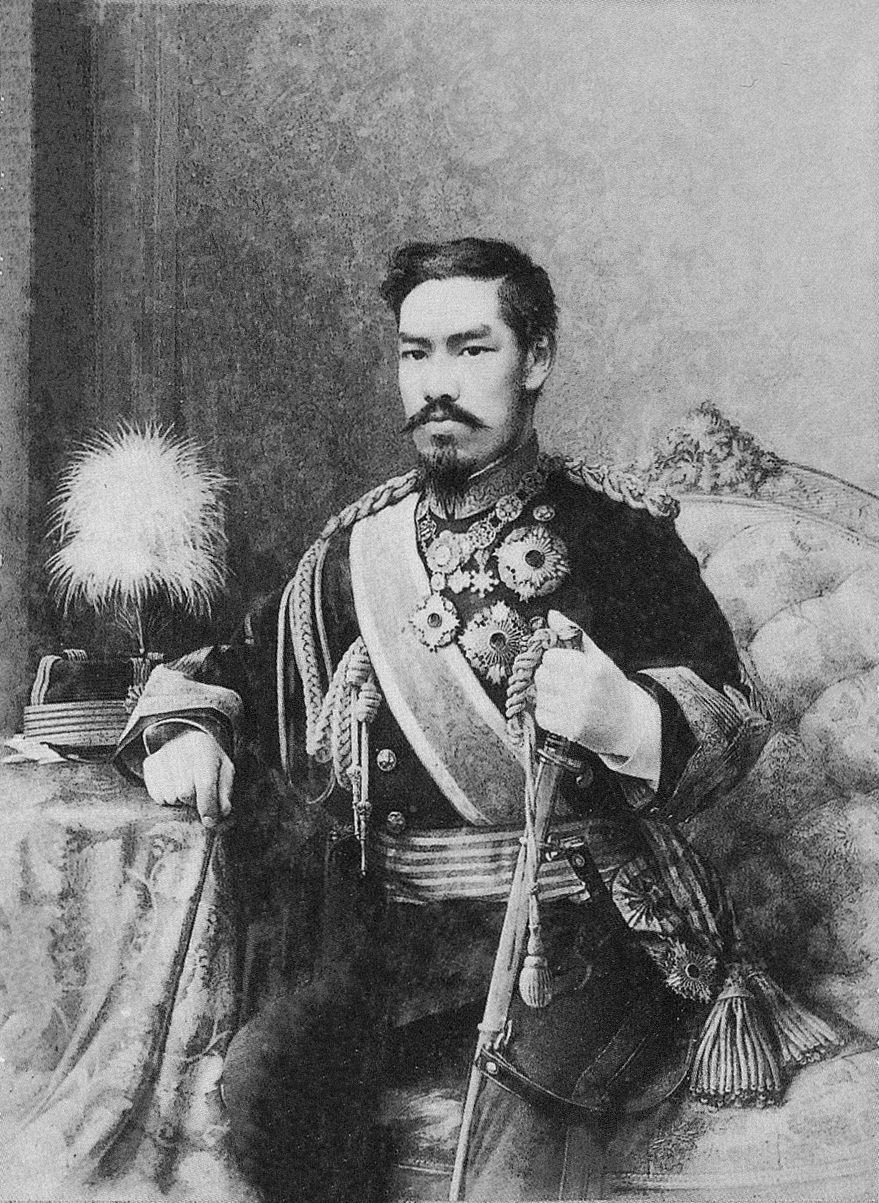
L'empereur Meiji.

Pendant l'ère Meiji (1868-1912), l'empire du Japon s'engage dans une période de croissance économique, politique et militaire afin de rattraper les puissances occidentales. Cet objectif s'appuie également sur une stratégie d’expansion territoriale en Asie orientale qui doit garantir au Japon son approvisionnement en matières premières indispensables à son développement.
L'expansionnisme nippon se manifeste dès la fin du XIXe siècle et au début du XXe siècle avec l'annexion de l'île de Formose (1895), du Sud de l'île de Sakhaline (1905) et de la Corée (1910). Pendant la Première Guerre mondiale, le Japon s'empare des possessions allemandes d'Extrême-Orient et du Pacifique et gagne des parts de marché au détriment des Européens et des Américains présents dans la région. Après 1920, la croissance économique nipponne ralentit et le chômage augmente ; l'industrie souffre du manque de matières premières et de débouchés.
Dans l'entre-deux-guerres, l'archipel se dote d'une marine de guerre moderne. La Grande Dépression des années 1930 n'épargne pas l'économie du Japon. Aux effets de la crise économique s'ajoute une montée des nationalistes et des militaires au cours de l'ère Shōwa. L'Armée impériale japonaise envahit la Mandchourie en 1931 et ce territoire devient l'État fantoche du Mandchoukouo. Le Japon prend ensuite progressivement le contrôle d'autres régions de la Chine. En 1937, le Japon envahit le reste de la Chine à partir de Shanghai sans toutefois déclarer officiellement la guerre.

### La dégradation des relations entre Tokyo et Washington

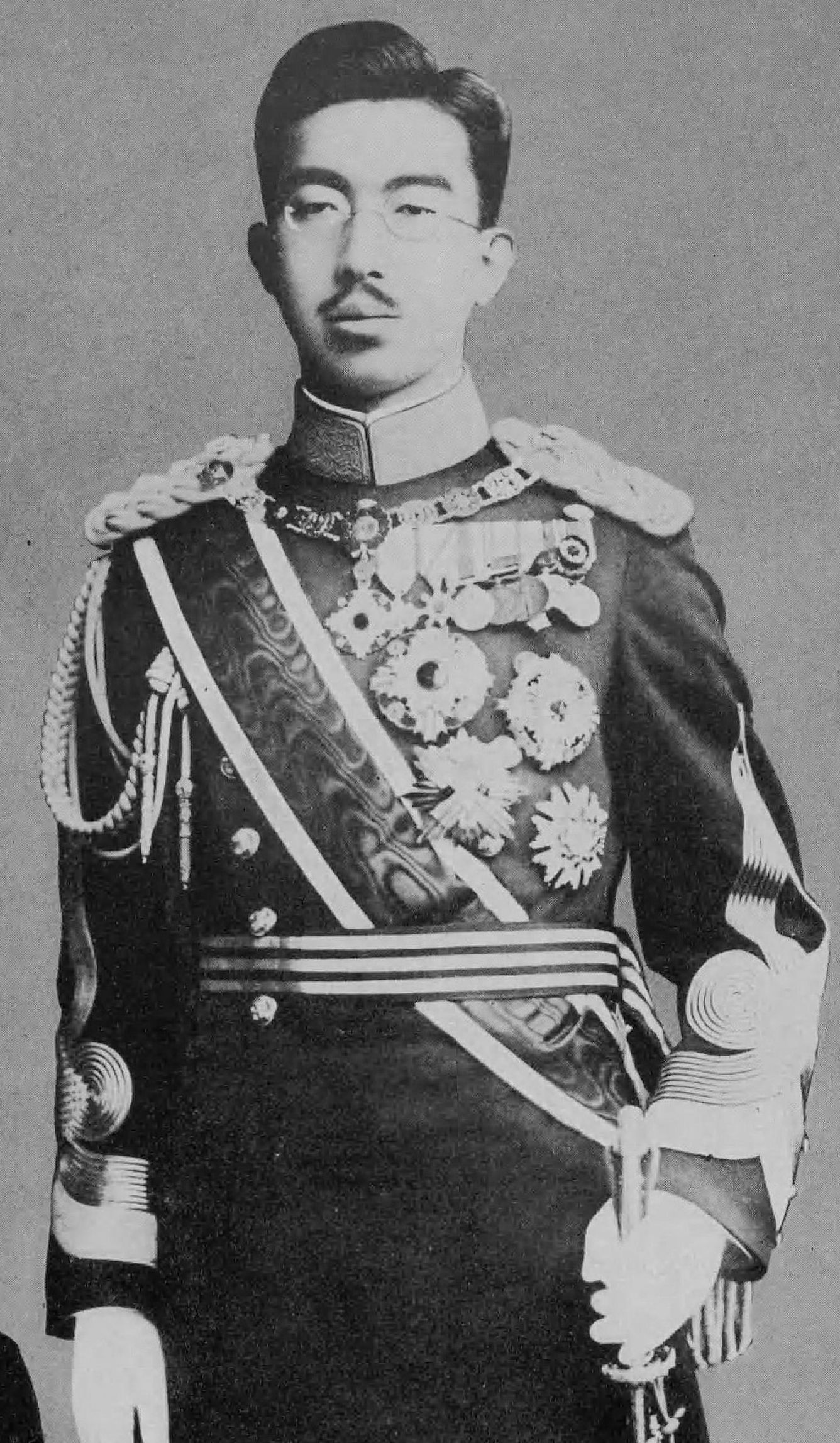
L'empereur Shōwa.

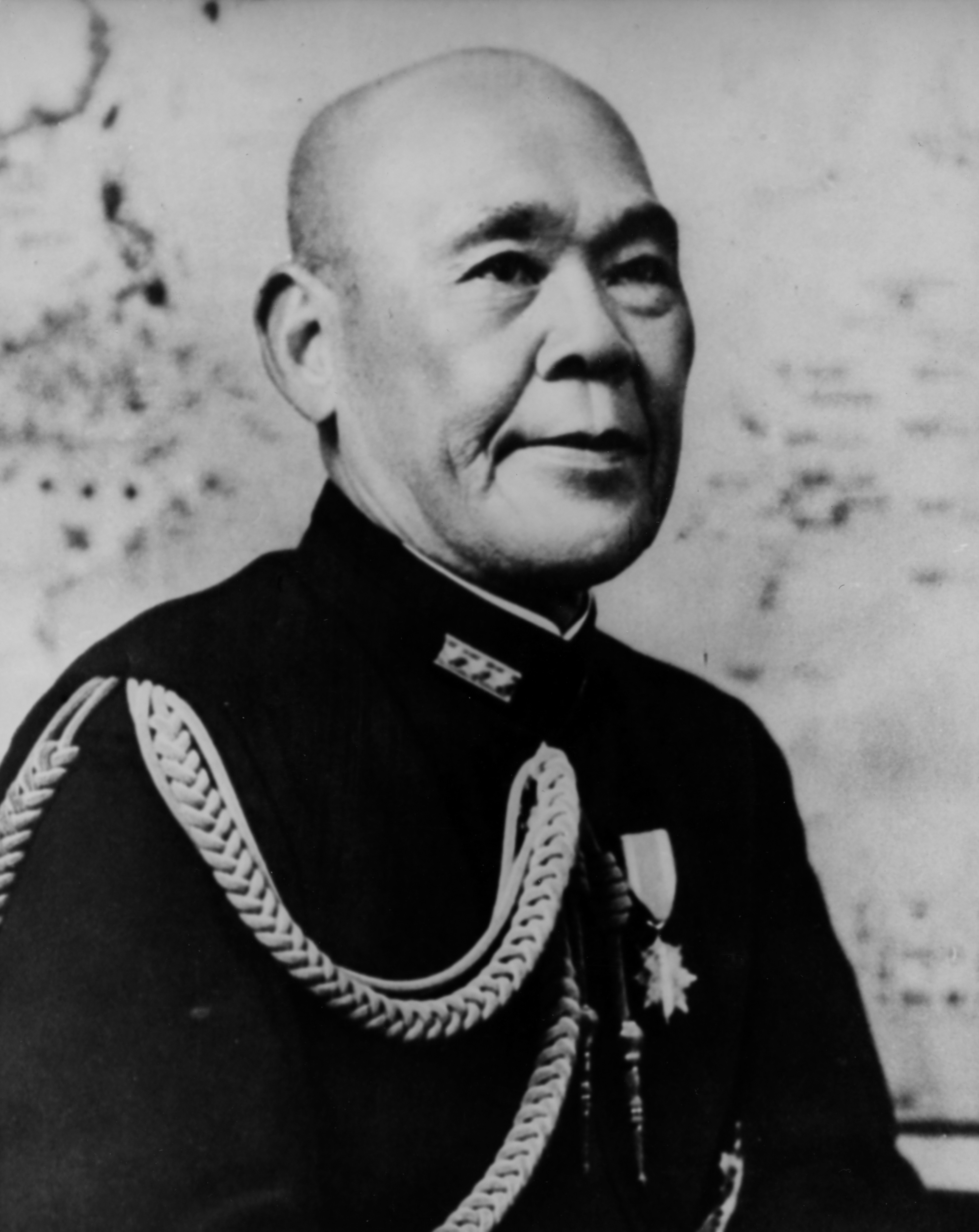
Osami Nagano, chef d'état-major de la Marine.

Les conquêtes nipponnes en Asie orientale menacent les intérêts américains et Washington intervient contre le Japon, sans aller jusqu'à l'affrontement armé. Ainsi, le traité de Washington de 1922 limite le tonnage de la flotte de guerre japonaise au troisième rang mondial. En réponse aux pressions diplomatiques internationales à la suite de l'invasion de la Mandchourie, Tokyo décide de quitter la Société des Nations en 1933. Entre 1935 et 1937, les États-Unis choisissent la non-intervention en promulguant une série de lois sur la neutralité.
Le Japon signe le pacte anti-Komintern en 1936. En 1937, le président Franklin Delano Roosevelt prononce à Chicago le discours de la quarantaine dans lequel il condamne les dictatures, y compris celle du Japon. L'année suivante, son discours sur l'état de l'Union propose d'augmenter les dépenses militaires. En décembre 1937, au moment du massacre de Nankin, les avions japonais coulent la canonnière américaine Panay sur le Yang-tse-Kiang. Washington obtient des excuses mais la tension monte rapidement entre les deux pays. En 1939, le gouvernement américain met fin au traité de commerce signé en 1911, prélude à l'embargo commercial.
En 1940, l'Empire rejoint les forces de l'Axe en signant le Pacte tripartite. La même année, le quartier-général impérial, profitant de la défaite de la France et de l'affaiblissement du Royaume-Uni, autorise l'implantation de bases militaires en Indochine française. Immédiatement après un accord conclu le 22 septembre avec le gouverneur de l'Indochine française, le Japon déclenche une offensive sur Lang Son et bombarde Haïphong.
1941 est l'année de l'escalade entre les deux pays : en mai 1941, Washington accorde son soutien à la Chine par l'octroi d’un prêt-bail. À la suite du refus du Japon de se retirer de l'Indochine et de la Chine, à l'exclusion du Mandchoukouo, les États-Unis, le Royaume-Uni et les Pays-Bas décrètent à partir du 26 juillet 1941 l’embargo complet sur le pétrole et l’acier ainsi que le gel des avoirs japonais sur le sol américain. Cinq mois plus tard, les approvisionnements de pétrole du Japon sont réduits de 90 %. Le gouvernement japonais, angoissé à l’idée que, tôt ou tard, le pays se retrouvera totalement privé de ces ressources précieuses, réalise qu’il doit vite trouver une solution pour se sortir de l’impasse.
La conférence impériale tenue le 6 septembre 1941 décide qu'une guerre sera entreprise contre les États-Unis et le Royaume-Uni, à moins qu'un accord ne soit trouvé à bref délai avec Washington. Ce compromis reflète les deux courants qui s’opposent au sein du gouvernement japonais. Fumimaro Konoe, alors Premier ministre du Japon, prend position du côté des négociations avec les États-Unis et, du moins l'espère-t-il, de la paix. Soutenu entre autres par l’empereur, il cherche à rencontrer le président Roosevelt début août, dans l'optique de prouver la bonne foi japonaise, même si la guerre venait à éclater. De l'autre côté, les chefs militaires, comme Osami Nagano, s'opposent farouchement à tout ce qui peut retarder l'entrée en guerre immédiate du Japon. D'après leurs estimations, plus la guerre commence tôt et finit rapidement, plus les chances de victoire du Japon augmentent. Ainsi, c'est l'opposition de ces deux points de vue qui fait que, au terme de la conférence impériale du 6 septembre, le plan choisi est le suivant : les défenseurs de la diplomatie ont quelques semaines pour tenter des négociations pendant que l'on poursuit les préparatifs pour la guerre, après quoi celle-ci sera déclarée, ce qui déjà à ce stade semble être l'issue la plus probable. Ainsi, la guerre est probable, mais pas nécessairement inévitable, et à ce stade le renoncement des Japonais à leur politique expansionniste peut l'éviter.
L'attaque de Pearl Harbor n'est pas un plan préparé conjointement par l'Allemagne et par le Japon mais une initiative japonaise, les Allemands y ayant vu leur intérêt. Le 16 octobre, le Premier ministre du Japon Fumimaro Konoe démissionne de son poste après avoir pris conscience qu’« [u]n accord avec les États-Unis sur le problème des troupes en Chine est l'unique chose qui peut maintenant arrêter [les préparatifs militaires]. La logique est évidente. Seul un nouveau gouvernement, qui ne sera pas lié par la décision du 6 septembre, peut enrayer l'élan vers la guerre. » Il comprend aussi que ses idées ne plaisent pas, et préfère céder sa place à un militaire. Il manifeste son accord avec le général Tōjō, qui propose alors le prince Naruhiko Higashikuni, un oncle de l'empereur, pour le remplacer. Hirohito refuse cette candidature, proposée également par les militaires, et choisit plutôt le général Hideki Tōjō, un ferme partisan de la guerre mais également un homme renommé pour sa fidélité envers l'institution impériale,. Ainsi, malgré sa conviction personnelle, la nomination de Tōjō peut au contraire s’avérer être une dernière chance pour la paix : « Homme borné, il est lié à l’empereur par un sens de l'obéissance et du devoir à toute épreuve. « Nous ne sommes encore que des humains ; l'empereur, lui, est divin, observe-t-il. Je m'inclinerai toujours devant la divinité et la grandeur de Son Excellence. » » Après une discussion avec l’empereur, que l'idée de partir en guerre inquiète, Tōjō accepte de promouvoir autant que possible les négociations, dans un dernier effort pour éviter la guerre et pour satisfaire son souverain.
Toutefois, l'arrivée d'un nouveau Premier ministre ne change rien au dilemme qui secoue le gouvernement. Lors de la conférence de liaison qui dure du 23 octobre au 1er novembre, les options sont claires. Le Japon peut renoncer à la guerre, acceptant ainsi de devenir une puissance de troisième ordre, ou renoncer à la paix, et se lancer dans une guerre dont l'issue est plus qu’incertaine, sachant qu'après deux ans la victoire devient impossible, par manque de pétrole et d'acier. Ainsi, comme l'explique l'historien Ian Kershaw, « [l]’alternative est entre la paix dans l'austérité au sein d’un monde dominé par l'Amérique ou la guerre assortie d'une défaite probable mais en défendant l'honneur national ». Malgré le compromis auquel parvient le gouvernement, c'est-à-dire préparer la guerre tout en continuant les négociations, la guerre est quasiment assurée. À ce moment, Shigenori Tōgō, le ministre des Affaires étrangères, propose deux plans de négociations, le plan A et le plan B. Le premier, à l'image du comportement du Japon depuis le début de l’affaire, est dénué de toute vraie concession. Tōgō lui-même était conscient que le plan A a peu de chance de convaincre les Américains et n'en attend donc pas grand-chose. Le plan B, plus engageant, peut quant à lui offrir un terrain pour les négociations, quoiqu'une bonne partie du gouvernement japonais soit réticente aux compromis qu'il propose. En effet, il comporte quelques concessions, entre autres concernant la Chine, qui est au cœur des tensions entre Japon et États-Unis, cependant il garantit la paix, bien qu'elle ne soit peut-être pas durable. Ainsi, le gouvernement de Tōjō est contraint d’accepter le plan B.
De son côté, Cordell Hull, le secrétaire d’État américain, après avoir intercepté des informations sur la volonté des Japonais d'attaquer les États-Unis, ne souhaite plus trouver un terrain d'entente avec ces derniers. Il repousse le plan B, qui ne fait pas assez de concessions selon lui. Roosevelt, quant à lui, cherche toujours à gagner du temps et ne ferme pas la porte à la négociation. Mais malgré une certaine bonne volonté du président, le gouvernement américain, convaincu de la mauvaise foi des Japonais, renonce finalement aux propositions d’accord, qui pourtant peuvent fonctionner.

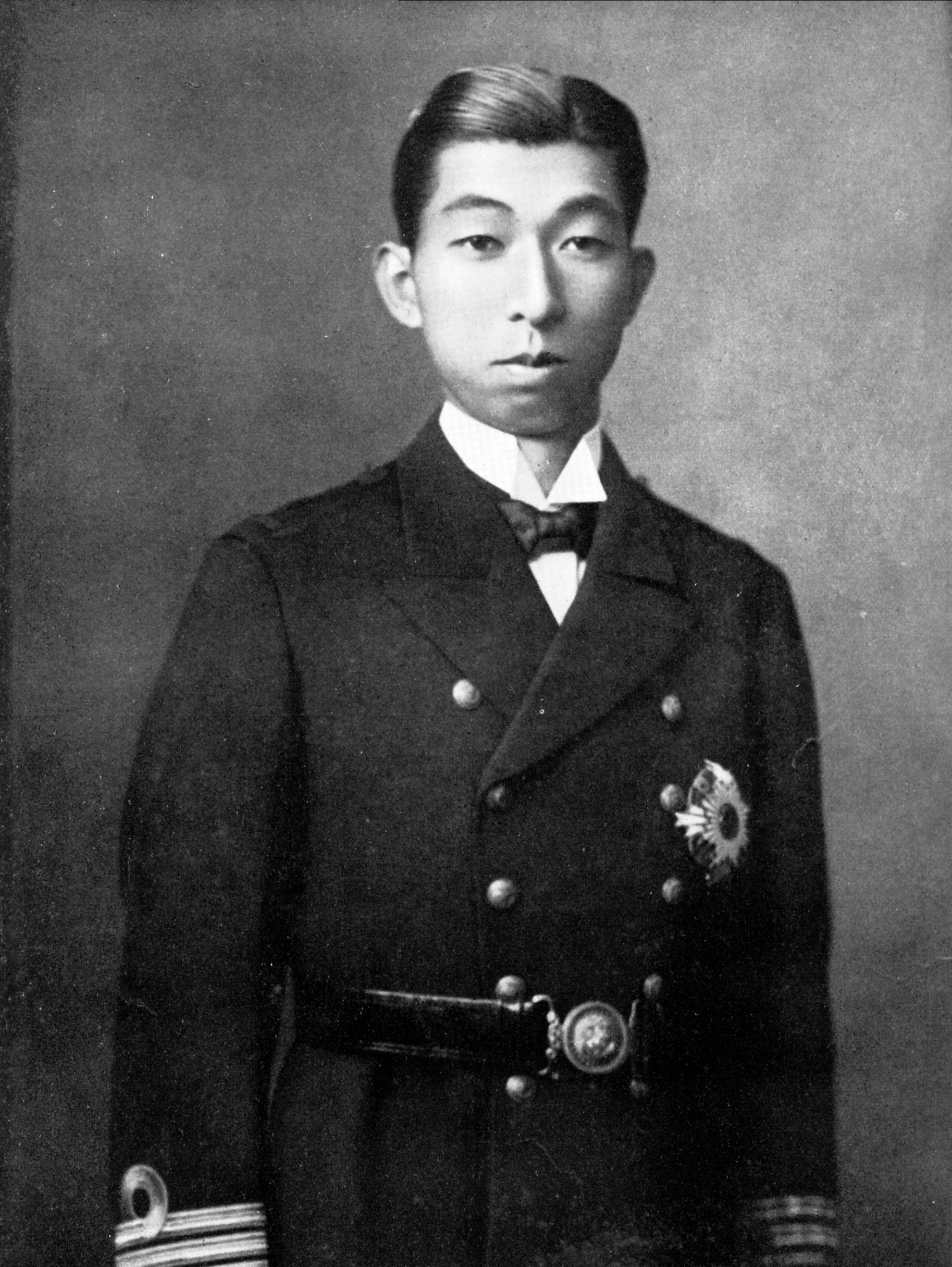
Le prince Nobuhito Takamatsu.

Parallèlement à l’échec des négociations avec les États-Unis, les Japonais commencent à préparer l'attaque. Le 3 novembre, l'amiral Osami Nagano explique en détail à Hirohito la version finale du plan d'attaque contre Pearl Harbor. Le 5 novembre 1941, l'empereur approuve en conférence impériale le plan d'opération pour une guerre contre les États-Unis, le Royaume-Uni et les Pays-Bas prévu pour le début décembre,. Le jour même, le quartier-général impérial met en application la décision adoptée à la conférence et ordonne au commandant en chef de la flotte combinée, l’amiral Isoroku Yamamoto, de mettre en branle la mission sur Pearl Harbor. Les négociations avec les États-Unis demeurant dans l'impasse, Hirohito approuve finalement le 1er décembre en conférence impériale la guerre de la Grande Asie orientale, après que Nagano et le ministre de la Marine Shigetaro Shimada, l'ont rassuré la veille sur les chances de succès de l'entreprise en réfutant l'argument du prince Nobuhito Takamatsu qui juge que la Marine impériale ne pourra tenir plus de deux ans contre les États-Unis.

### Les forces en présence
À partir du XIXe siècle, la puissance militaire japonaise se renforce et se modernise grandement. Pour pallier la hausse du chômage provoquée par la Grande Dépression, le gouvernement multiplie les commandes d'armement. Les dépenses militaires augmentent fortement. Au total, le Japon posséde en 1941 une quinzaine de cuirassés, une dizaine de porte-avions, 50 croiseurs, 110 destroyers, 80 sous-marins et quelque 1 350 avions. Surtout, le pays compte 73 millions d'habitants, animés d'une fierté patriotique et d'un esprit de sacrifice. Les militaires japonais sont confiants dans la supériorité de leur armée ; en outre, Tokyo est assuré du soutien allemand en cas de contre-attaque des Américains.
En 1941, les États-Unis ne sont pas prêts à entrer en guerre. Le pays est certes une puissance démographique (132 millions d’habitants) et industrielle de premier ordre mais son industrie ne tourne pas encore à son plein potentiel. En 1941, l'aviation américaine peut avancer plusieurs milliers d'avions, mais beaucoup sont obsolètes.
Surtout, l’opinion américaine n’est pas prête à entrer en guerre. Le souvenir de la Première Guerre mondiale et des soldats américains morts en Europe est encore très présent. Les emprunts contractés par les belligérants auprès des États-Unis n’ont pas été remboursés et beaucoup d'Américains sont isolationnistes. Le président Franklin Delano Roosevelt (1933-1945) ne veut pas s'aliéner les Américains d'origine allemande, italienne et japonaise. Le comité America First, une association pacifiste influente, fait également pression pour maintenir les États-Unis hors de la guerre[réf. nécessaire] .
En janvier 1941, Roosevelt promet à Winston Churchill que son pays interviendrait d'abord contre l'Allemagne nazie et non contre le Japon. Pour soulager le Royaume-Uni dans la bataille de l'Atlantique, d'avril à juin 1941, trois cuirassés, un porte-avions, quatre croiseurs et deux flottilles de destroyers sont transférés du Pacifique à l'Atlantique (soit 20 % de la flotte du Pacifique) ce qui laisse la supériorité numérique dans la zone à la marine japonaise.

### La base de Pearl Harbor

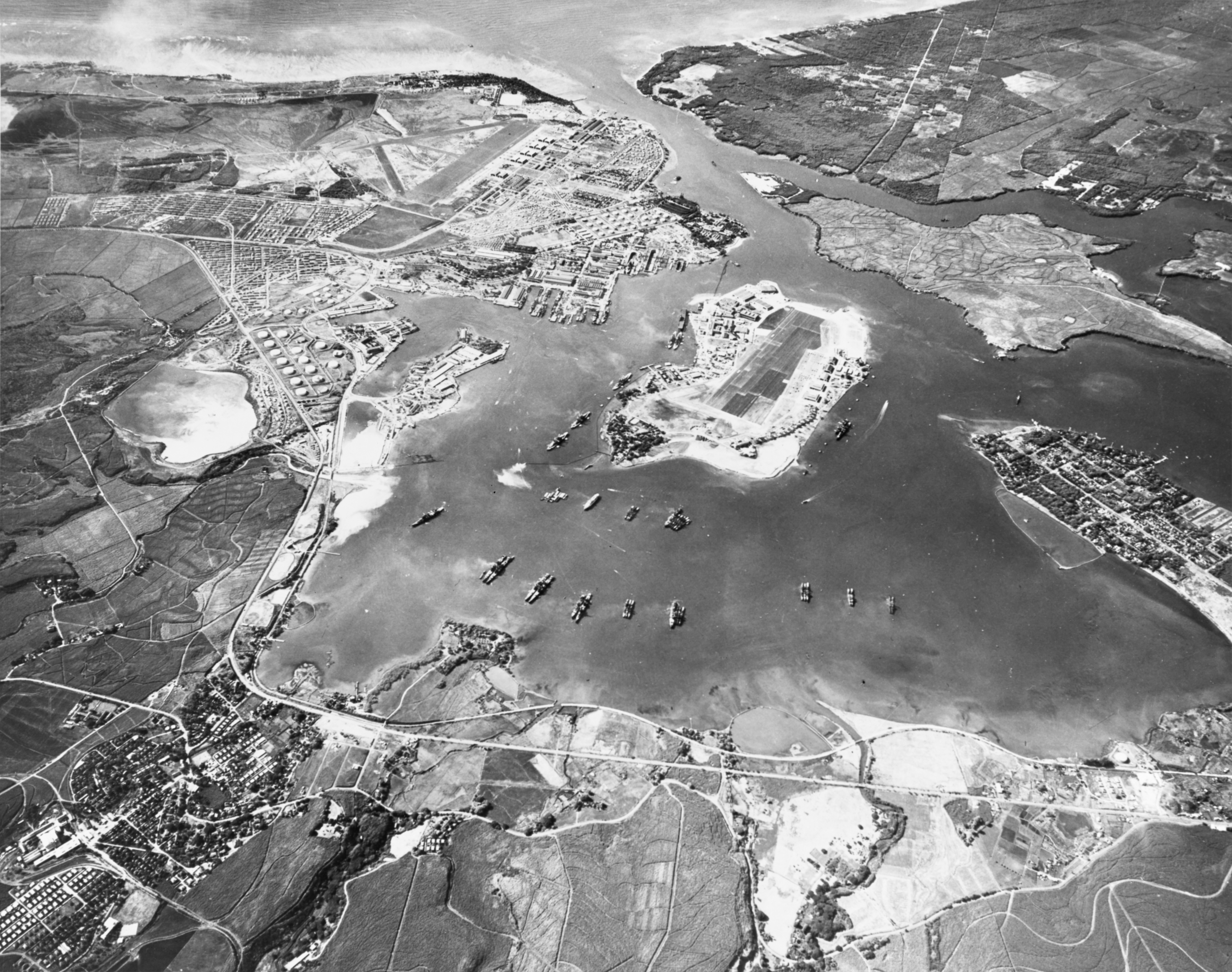
Vue aérienne de Pearl Harbor le 30 octobre 1941. On y aperçoit le porte-avions USS Enterprise (CV-6) et cinq cuirassés.

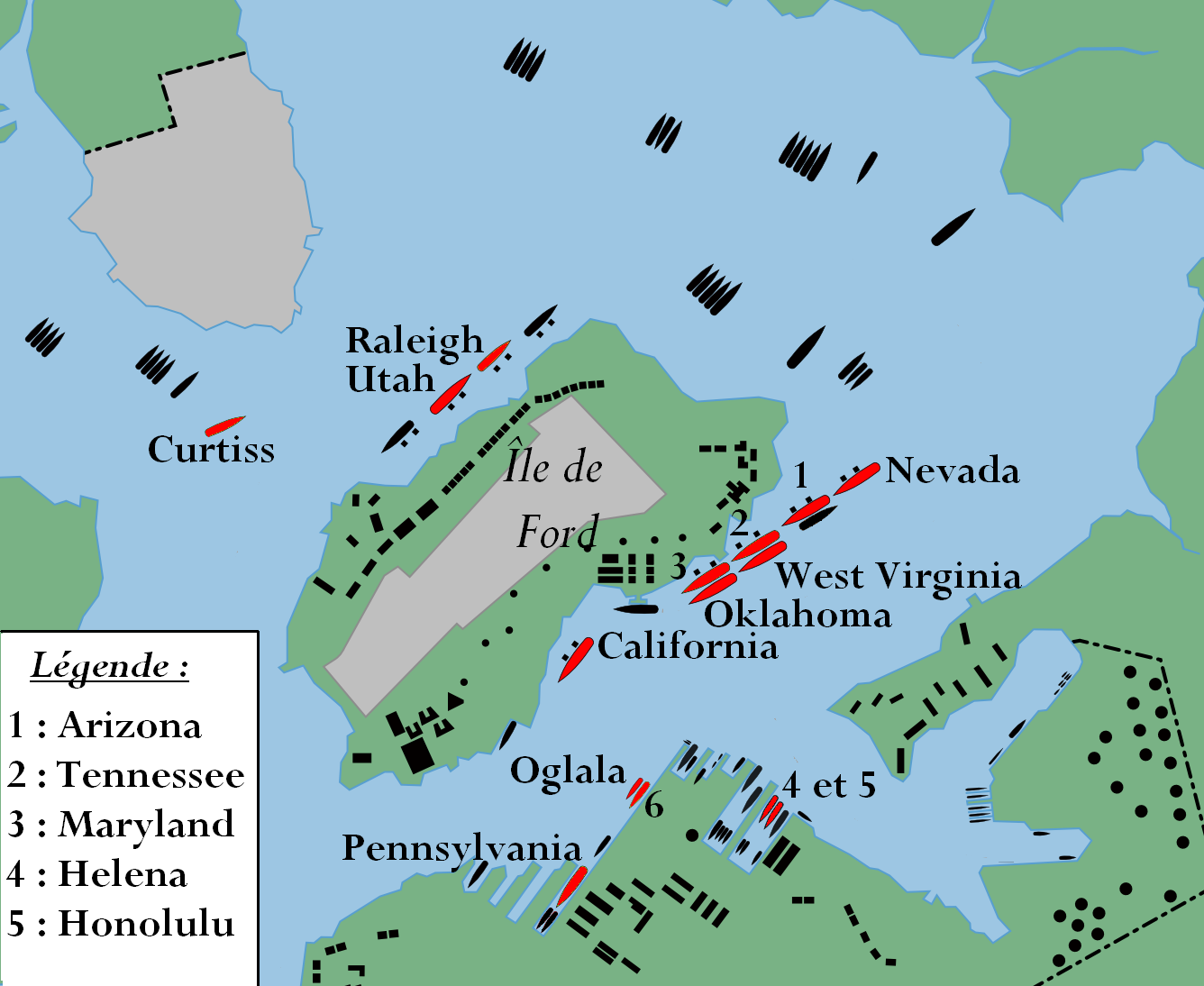
Localisation des principaux navires.

Pearl Harbor constitue la plus grande base navale américaine dans l'océan Pacifique. Elle se trouve sur la côte sud de l’île d’Oahu, dans l’archipel d’Hawaï, 15 km à l’ouest d’Honolulu. Elle est relativement isolée dans l'océan Pacifique, à 3 500 km de Los Angeles et à 6 500 km de Tokyo. L'île d'Oahu est la plus peuplée de l'archipel hawaïen et se trouve sur la route des bases américaines de Guam, Wake et Midway. Au début de la Seconde Guerre mondiale, 140 000 à 180 000 Japonais résident à Hawaï.
La base de Pearl Harbor s'étend autour d'une rade peu profonde. L'entrée de cette rade se fait par un chenal très étroit (400 mètres de large). La plupart des navires de guerre mouillent à l'intérieur de la rade, à l'est et au nord de l'île de Ford. Trois se trouvent à l’ouest (l’USS Utah, l'USS Raleigh et l'USS Curtiss). Les bâtiments de guerre sont amarrés deux par deux, par souci d'économie et par manque de place.
La flotte de guerre américaine du Pacifique, composée alors de la Battle Force, la Scouting Force, la Base Force et de la Amphibious Force ont, le dimanche 7 décembre, 86 unités dans la base : 28 destroyers, 9 croiseurs, 8 cuirassés, 4 sous-marins, un cuirassé-cible (l’USS Utah) et une trentaine de bâtiments auxiliaires. On compte enfin 25 000 hommes sur la base et environ 300 avions et hydravions de l'USAAF et de l'aéronavale dans l’île. Le général Walter Short est le commandant des forces terrestres tandis que la flotte du Pacifique est sous les ordres de l'amiral Husband Kimmel. La défense des installations et des ateliers de réparation est assurée par la DCA et les défenses littorales ainsi que 35 B-17.

## La stratégie et les plans japonais

Le drapeau de la marine impériale.

L'objectif de l'attaque est d'anéantir la flotte américaine stationnée à Pearl Harbor afin de conquérir sans difficulté l'Asie du Sud-Est et les îles de l'océan Pacifique. Le but est de contraindre les forces américaines à quitter Hawaï pour se replier sur les bases de Californie. Il faut par ailleurs réduire en cendres les docks, les ateliers de réparation et le champ de réservoirs contenant les approvisionnements en mazout pour la flotte du Pacifique, sans oublier les aérodromes de Wheeler Army Airfield et de Hickam Air Force Base. Le Japon veut aussi effacer l’humiliation des sanctions économiques prises par Washington. Les préparatifs de l'attaque sont confiés au commandant en chef de la flotte Isoroku Yamamoto.

### Les préparatifs de l'opération

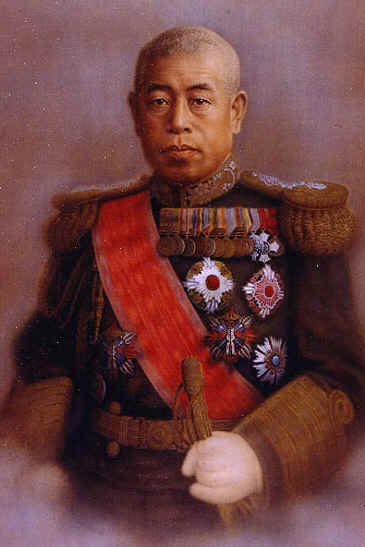
Isoroku Yamamoto.

Approuvé officiellement le 5 novembre 1941 par Hirohito,, le plan d’attaque de Pearl Harbor a quant à lui été élaboré dès le début de l’année 1941,.
Ce plan doit surmonter deux difficultés. Premièrement, l’isolement relatif d’Hawaï rend impossible le recours aux navires de guerre classiques. Deuxièmement, les eaux peu profondes de la rade de Pearl Harbor empêchent l’utilisation de torpilles conventionnelles qui auraient explosé sur le fond marin avant d’atteindre leur cible.
La stratégie japonaise reprend les éléments décisifs de deux batailles sur mer : le premier est l'effet de surprise de l'attaque japonaise menée par l'amiral Heihachirō Tōgō contre la flotte russe à Port-Arthur en février 1904 ; le second est le lancement de plusieurs bombardiers-torpilleurs Fairey Swordfish depuis un porte-avions de l'escadre menée par l’amiral britannique Andrew Cunningham contre la flotte italienne à la bataille de Tarente en novembre 1940. La bataille doit ainsi être décisive, selon le principe du kantai kessen en vigueur dans la marine japonaise depuis le début du siècle.
En 1941, l’amiral Isoroku Yamamoto envoie des experts japonais en Italie pour recueillir des informations qui permettraient de transposer cette stratégie dans le Pacifique. La délégation revient avec des renseignements sur les torpilles que les ingénieurs de Cunningham avaient imaginées. Les plans japonais ont sans doute été aussi influencés par ceux de l’amiral américain Harry Yarnell qui anticipe une invasion d’Hawaï. Au cours d’un exercice militaire du 7 février 1932, ce dernier a mis en évidence la vulnérabilité d’Oahu en cas d’attaque aérienne par le nord-ouest. La simulation a montré que des avions ennemis pourraient infliger de sérieux dommages et que la flotte ennemie, restée à l'écart des côtes, serait indétectable pendant 24 heures. À l'académie navale de Tokyo, les jeunes officiers savent qu’« au cas où le gros de la flotte de l’ennemi serait stationné à Pearl Harbor, l’idée devrait être d’ouvrir les hostilités par une attaque aérienne surprise. »

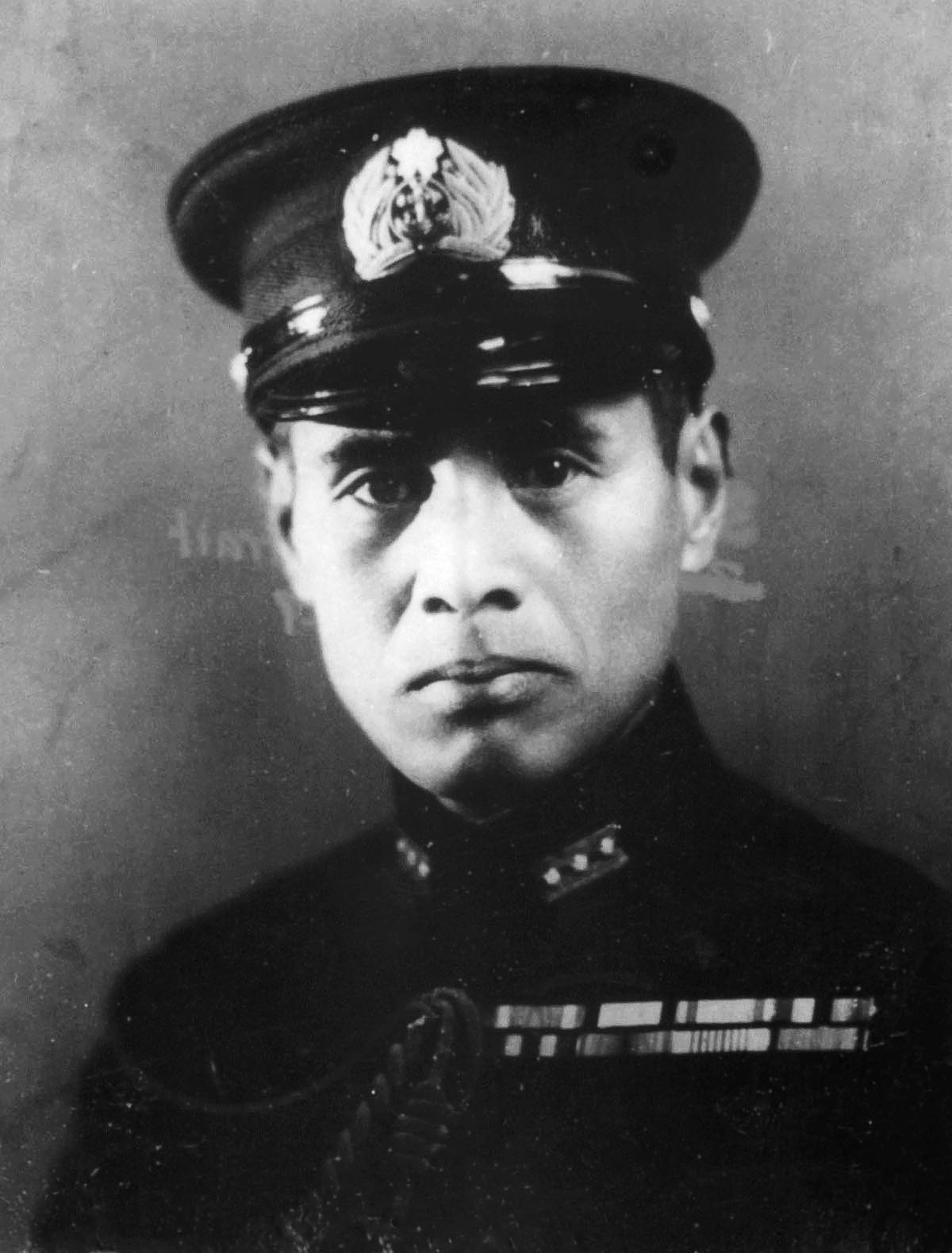
Le jeune officier Minoru Genda, concepteur du plan d'attaque de Pearl Harbor.

Yamamoto a du mal à faire accepter son plan d'attaque : par exemple, l’amiral Nagano juge l’entreprise particulièrement risquée. Yamamoto s’appuie sur Kameto Kuroshima pour obtenir l’approbation du chef d’état-major de la Marine Sadatoshi Tomioka, un adversaire de Yamamoto et subordonné de Nagano. L’empereur ne souhaite pas une attaque surprise sans déclaration de guerre. Les réticences de Nagano viennent du fait que l'opération doit engager une grande partie de la marine de guerre, qui doit parcourir une grande distance sans être repérée. Yamamoto menace de démissionner pour que son plan soit finalement adopté, en octobre 1941. Cela laisse donc peu de temps à Minoru Genda pour préparer l’expédition, essayer les nouvelles torpilles et entraîner les hommes pour la mission.
Pour que l'attaque ait des chances de réussir, il faut qu’elle soit précisément définie et menée dans le plus grand secret. Les ingénieurs militaires japonais créent des torpilles spéciales (Type 91 (en)) munies d’ailerons pour les stabiliser. Ils produisent également des bombes capables de percer la coque des navires.
L’observation de la situation sur la base de Pearl Harbor, la configuration des installations et les activités des navires et avions sont confiées à un officier de la marine japonaise envoyé comme espion à Hawaii sous la couverture du consulat du Japon, Takeo Yoshikawa. Sa présence et ses activités ne sont pas détectées par les services de renseignement américains, sauf un message qu’il reçoit de Tokyo via le consul du Japon le 24 novembre, dit ‘message 83’, qui lui demande d’établir un plan du port et des bases avec les positions exactes des navires et avions, et de fournir un certain nombre d’informations sur leur exploitation[réf. nécessaire]. Ce message est décodé et traduit en octobre par les services de renseignement américains, mais n’est pas communiqué au commandement d’Hawaii. Si ce message avait été transmis à l’amiral Husband E. Kimmel et au général Walter Short, ceux-ci auraient pu être conduits à faire renforcer leurs dispositifs défensifs.
Le 3 novembre, l'amiral Nagano explique en détail le plan d'attaque à Hirohito. Le 5 novembre, l'empereur approuve en conférence impériale le plan d’attaque. Les renseignements fournis par des Japonais d’Hawaï sont déterminants dans la réussite de l’opération : il faut attaquer un dimanche car la flotte américaine n’est pas en manœuvre le week-end et de nombreux équipages ne sont pas complets. Il n’y a aucune patrouille ce jour-là. Les espions japonais fournissent également des informations sur la situation de la flotte américaine.

### Le départ de la flotte japonaise
Le 14 novembre 1941, la « flotte combinée » se concentre dans la baie d’Hito-Kappu, au sud des îles Kouriles. Elle se compose d'une force de choc avec sa force aéronavale, le Kidô Butai, qui comporte notamment six porte-avions (Akagi, Hiryū, Kaga, Shōkaku, Sōryū, Zuikaku) et plus de 400 avions : des avions de chasse Mitsubishi A6M (les Zéros), des bombardiers-torpilleurs Nakajima B5N (Les Kate) et des bombardiers en piqué Aichi D3A (les Val). Une flotte de reconnaissance comprend 22 sous-marins, cinq sous-marins de poche Ko-hyoteki, emportant chacun deux hommes et deux torpilles de 450 mm et trois croiseurs légers. Huit bateaux de ravitaillement en carburant accompagnent l’expédition.
Le 26 novembre, alors que les deux gouvernements sont encore en pourparlers, l'armada de la Marine impériale japonaise quitte secrètement le Japon. Elle se dirige vers l'archipel d'Hawaï par le nord en empruntant une route peu fréquentée.
Le 1er décembre, Hirohito approuve en conférence impériale la guerre de la Grande Asie orientale et autorise le bombardement de Pearl Harbor. Lorsque la flotte reçoit l'ordre officiel d'attaquer le 2 décembre, les pourparlers se poursuivent encore (voir ci-dessous). Le 6 décembre, la flotte qui se trouve à 200 milles marins (370 km) au nord de Pearl Harbor, reçoit le signal d’attaque : « Escaladez le mont Niitaka ».

Les navires et appareils japonais
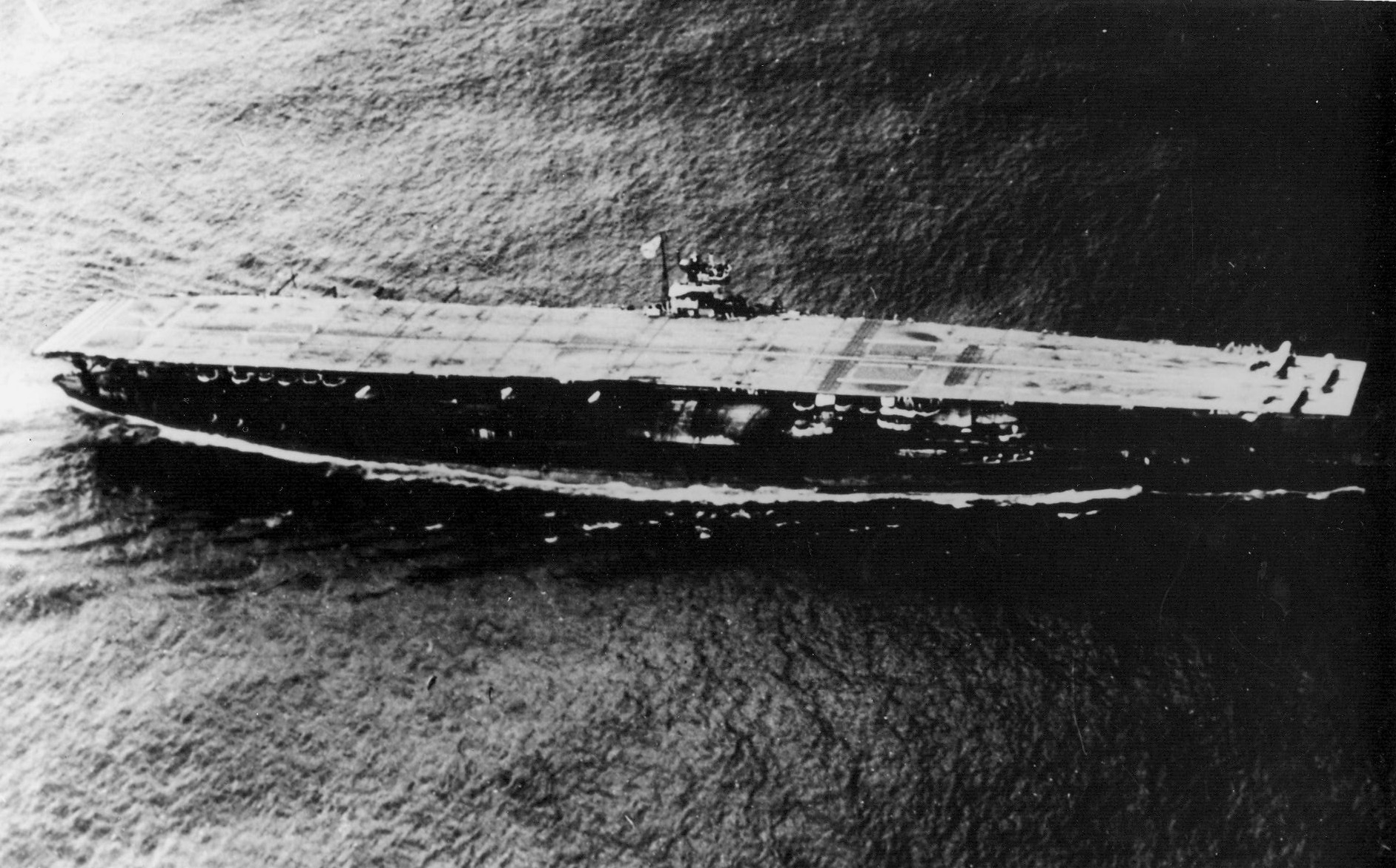
Porte-avions Akagi
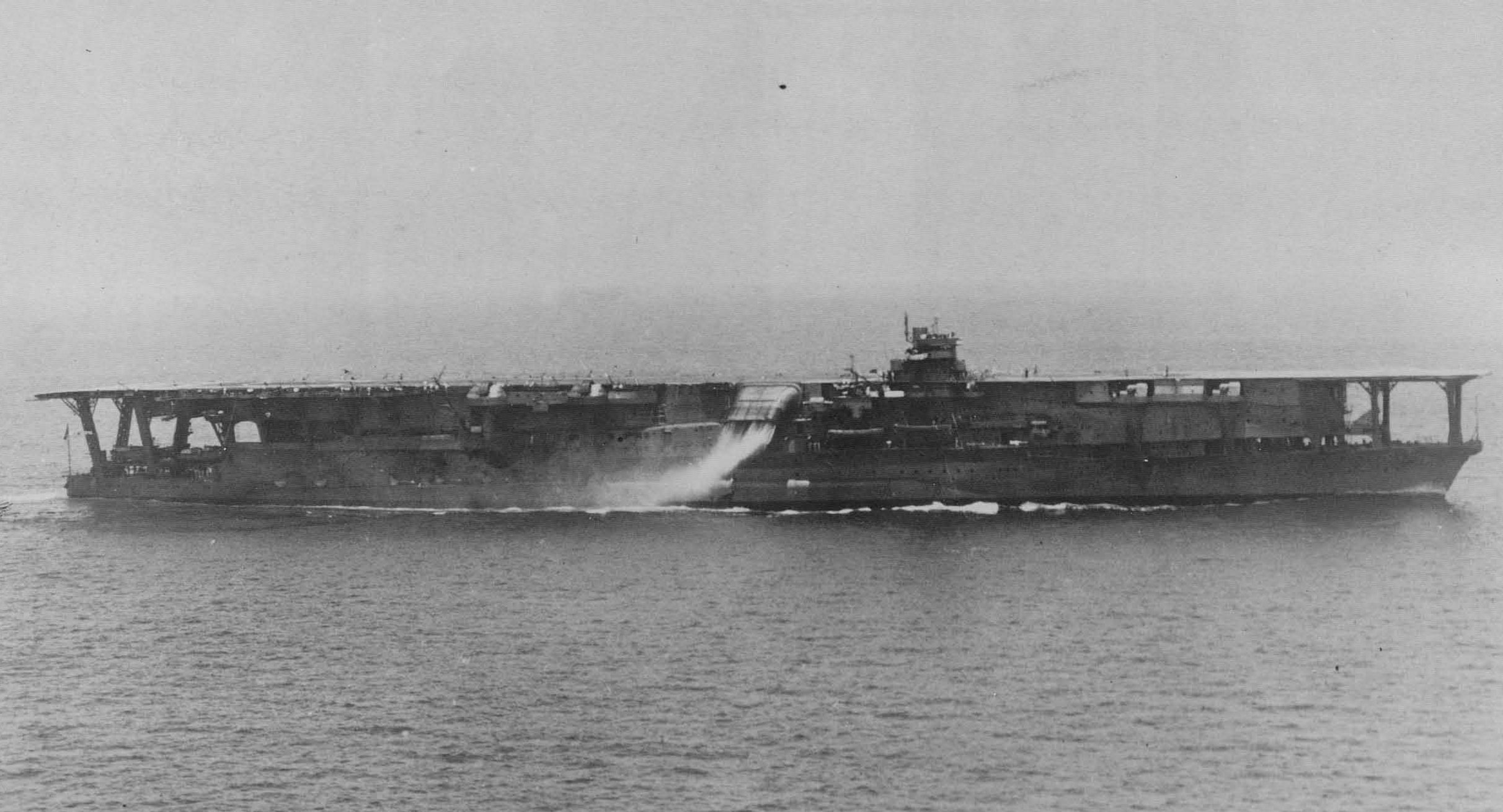
Porte-avions Kaga
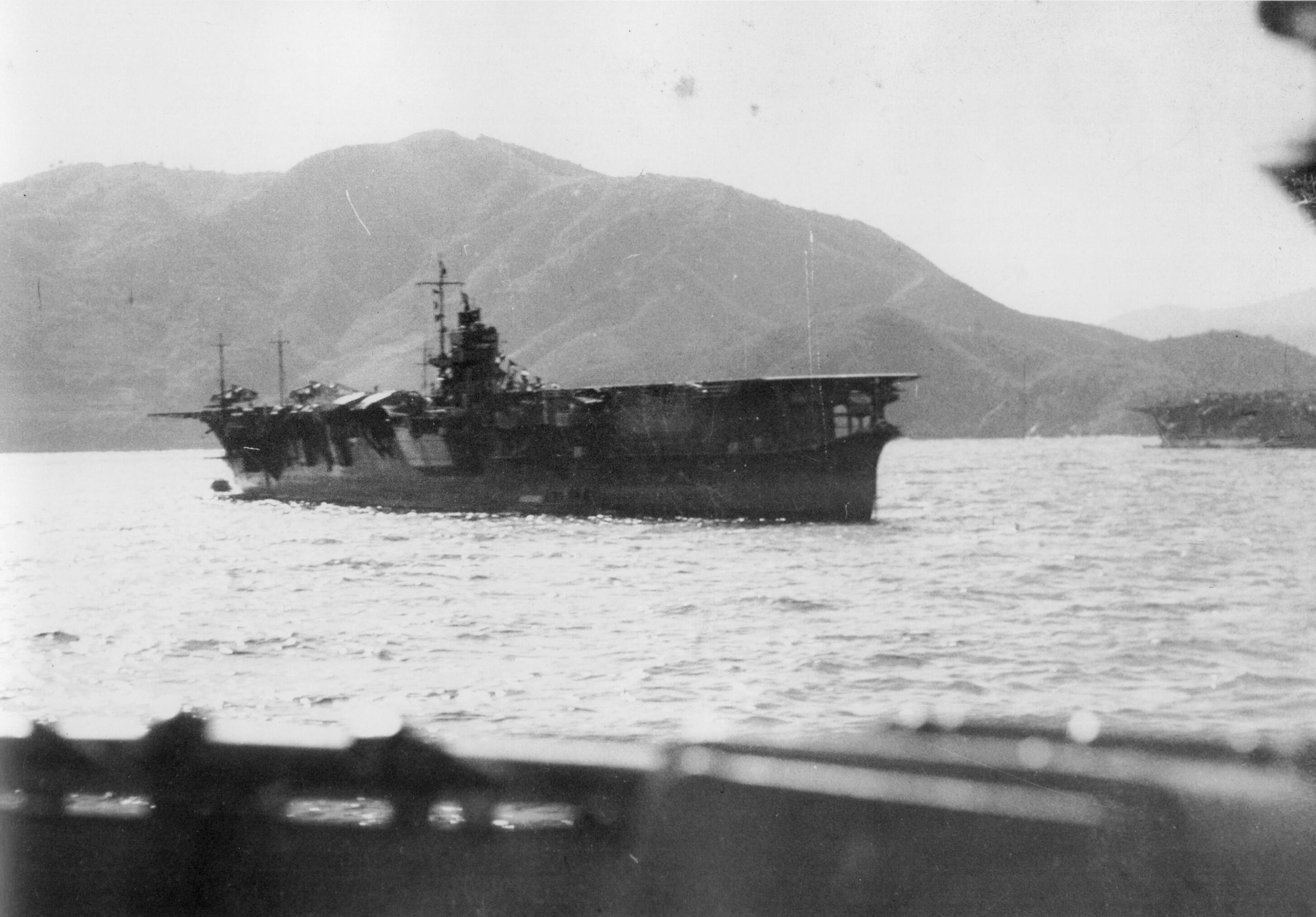
Porte-avions Sōryū
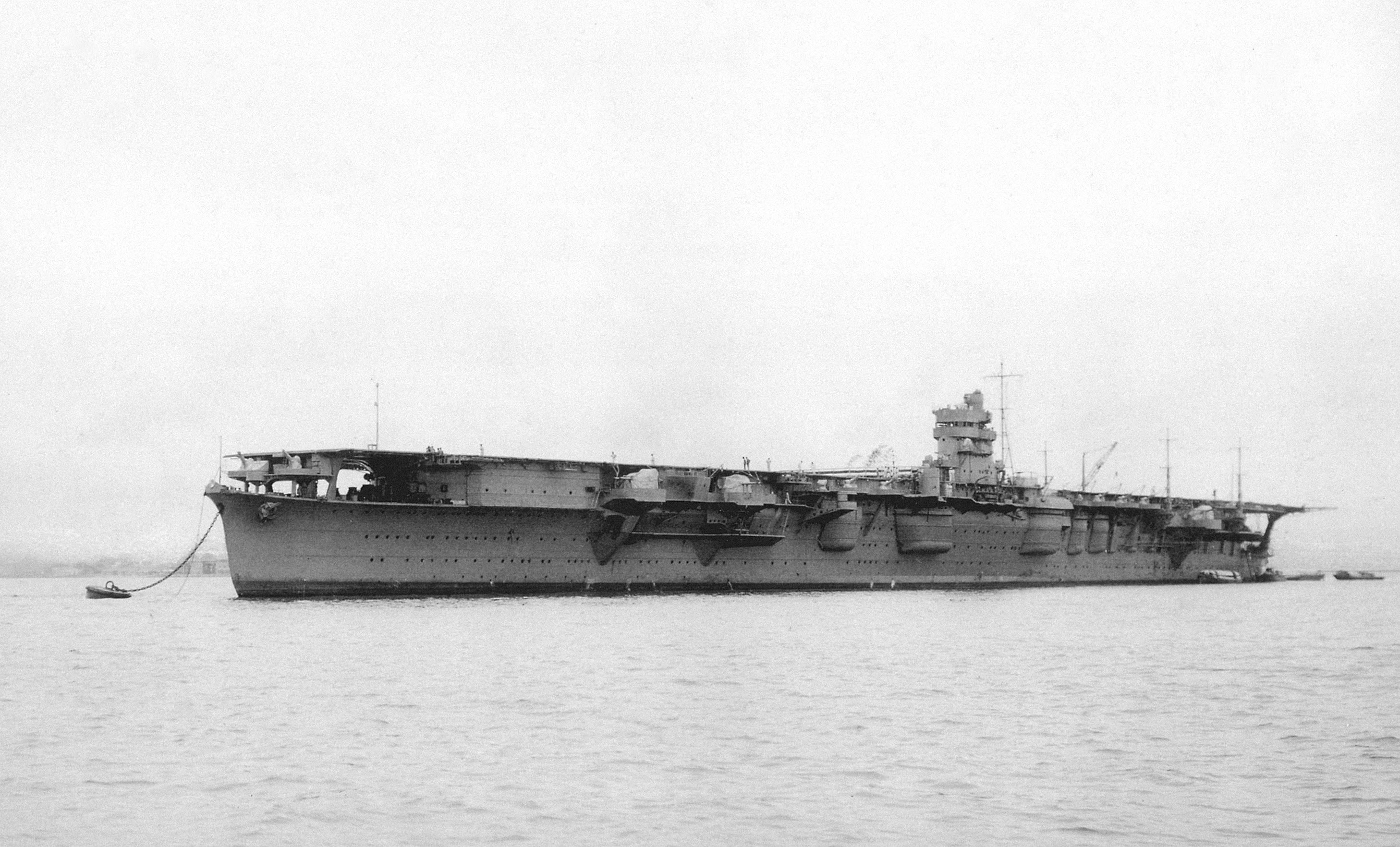
Porte-avions Hiryū
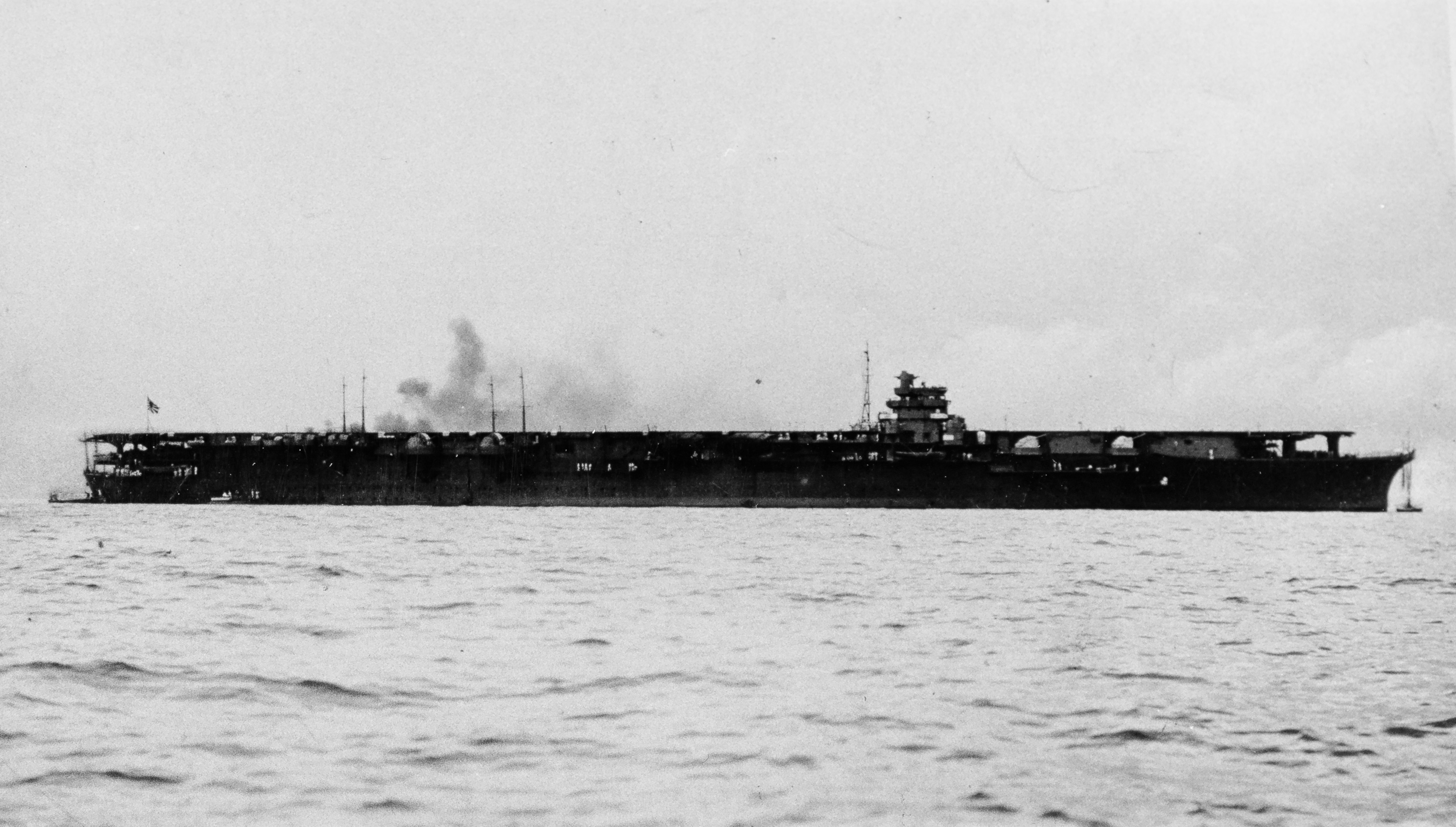
Porte-avions Shōkaku
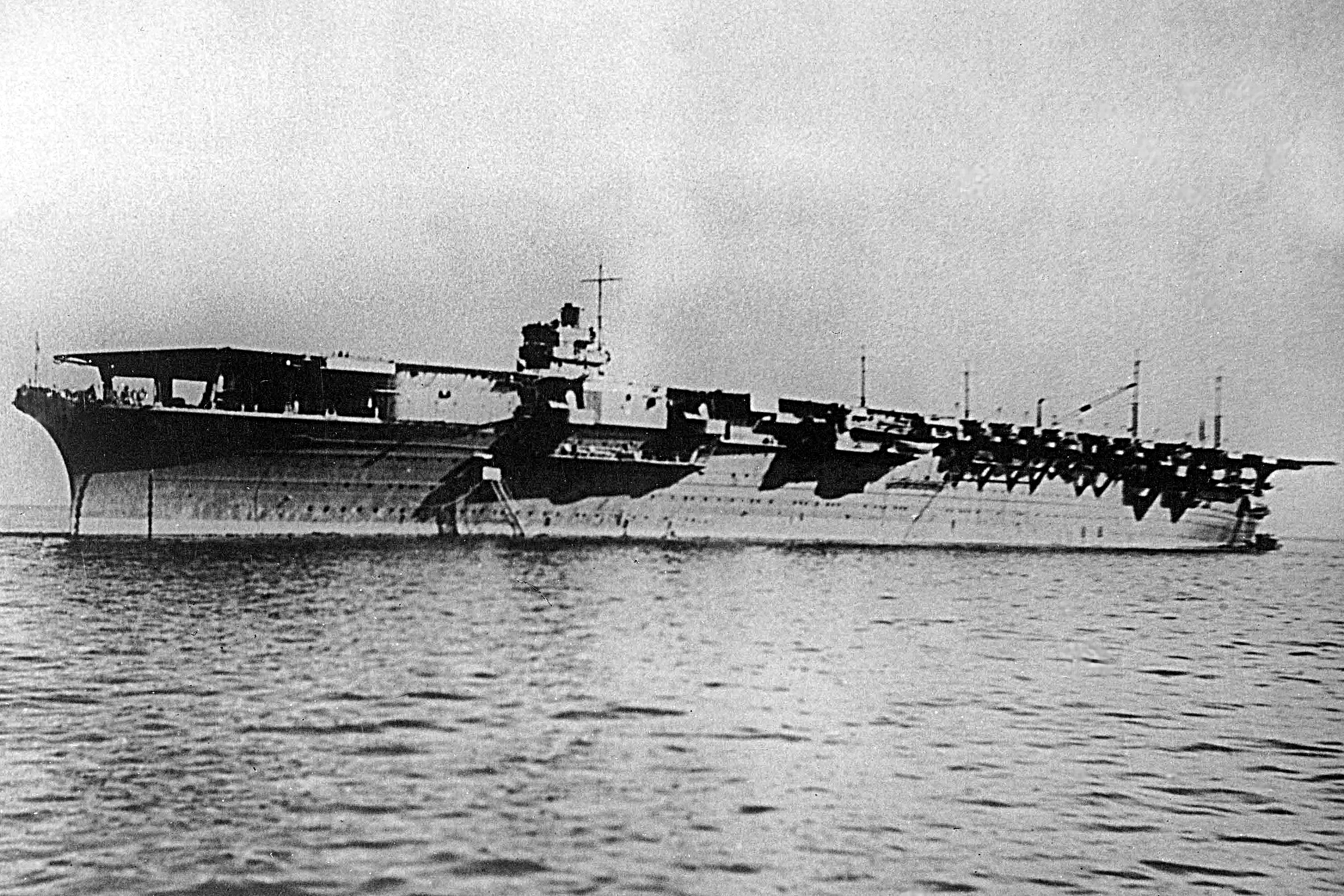
Porte-avion Zuikaku

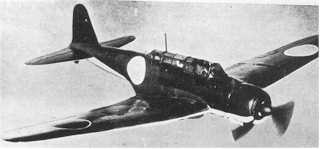
Bombardier torpilleur et horizontal Nakajima B5N2.
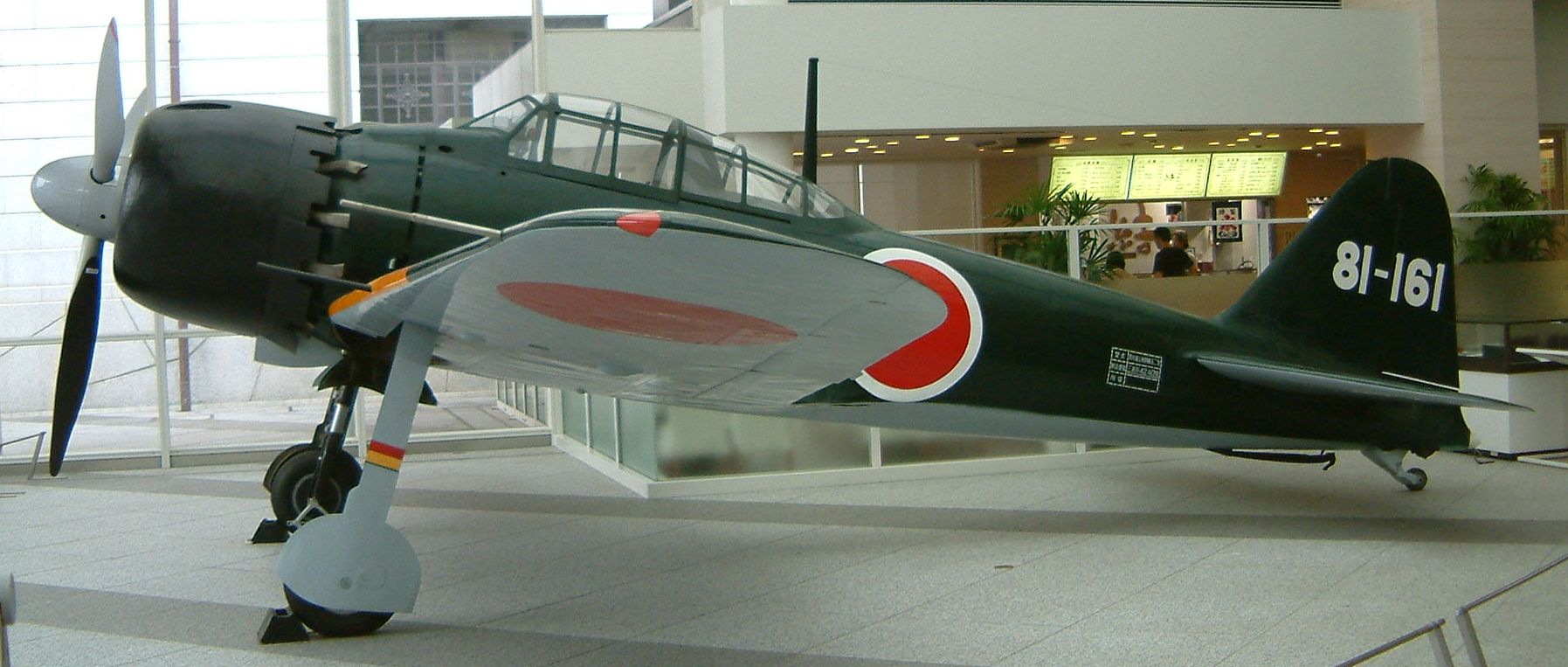
Chasseur Mitsubishi A6M.
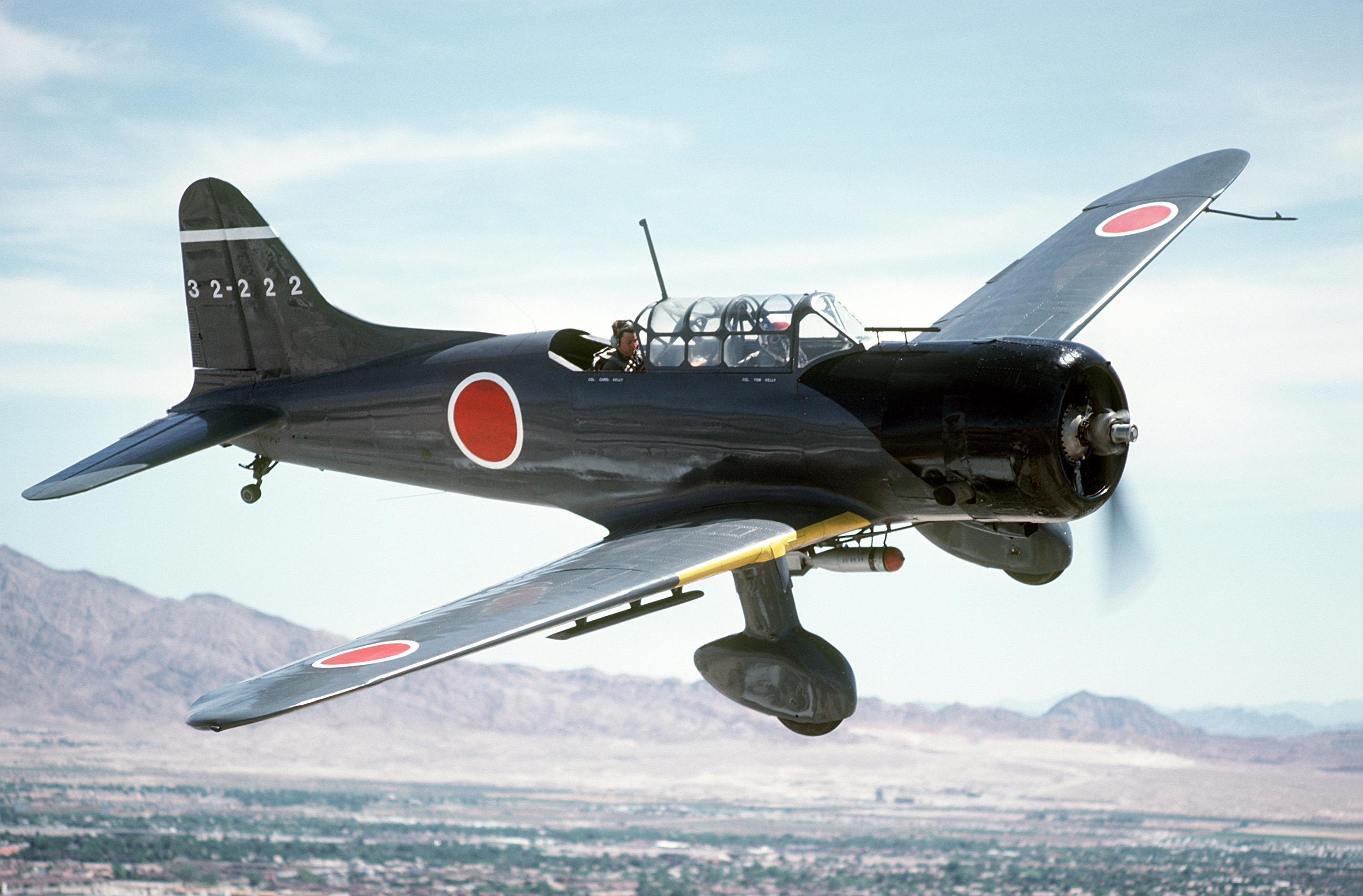
Bombardier en piqué Aichi D3A.
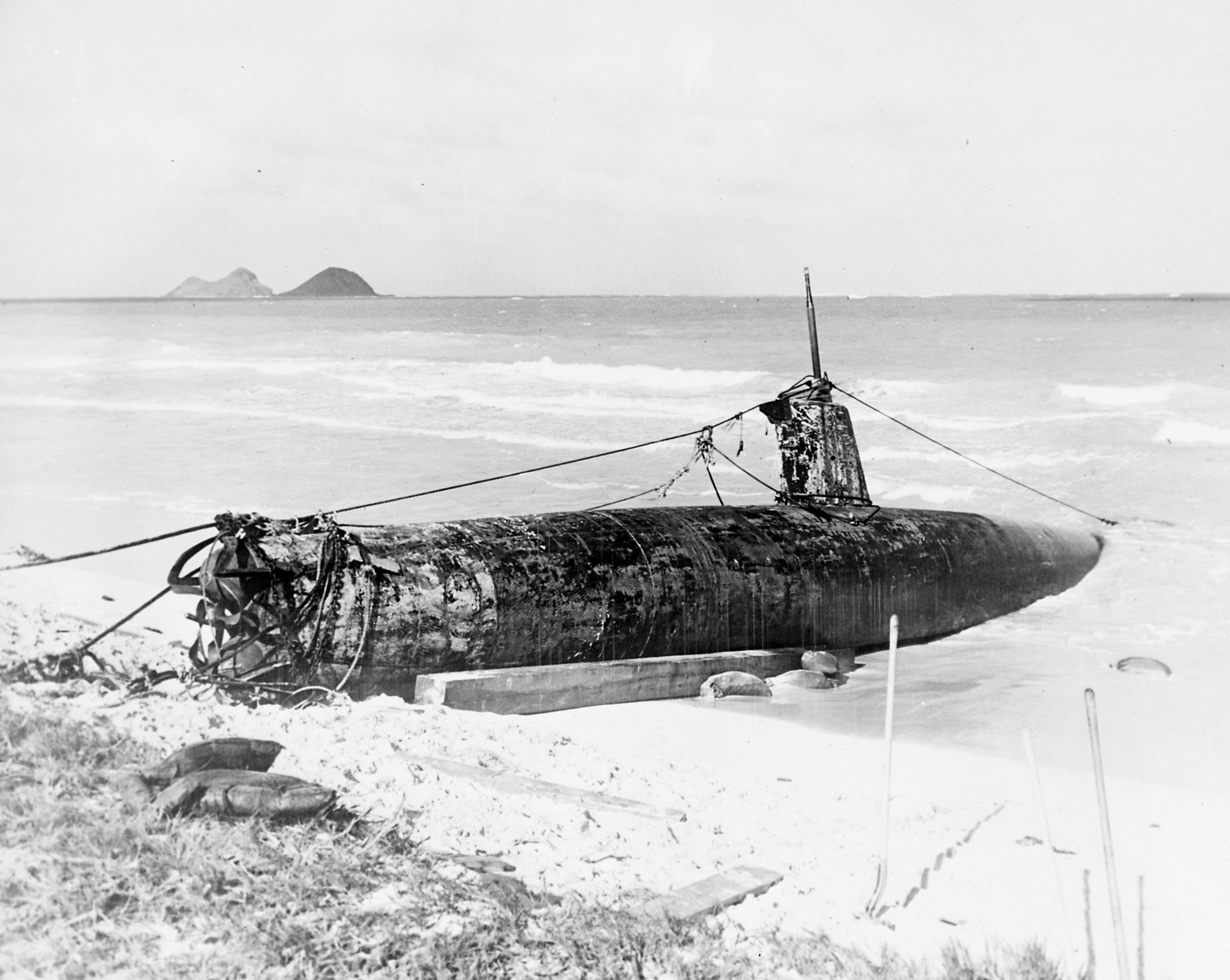
Sous-marin de poche.

### Rupture des négociations et déclaration de guerre
Les négociations entre le Japon et les États-Unis, reprises en novembre 1941, se trouvent bloquées à la veille de l'attaque : les Japonais exigent l'arrêt du soutien américain aux Chinois. Le secrétaire d'État Cordell Hull réclame quant à lui le retrait des troupes nipponnes de Chine. Le 6 décembre 1941, Roosevelt transmet un télégramme à l’empereur Hirohito afin de reprendre les négociations qui avaient lieu à Washington.
Le même jour, le ministère des Affaires étrangères japonais envoie à ses négociateurs et à l'ambassadeur Kichisaburo Nomura en place à Washington un document codé en 14 points, texte diplomatique signifiant la rupture des relations diplomatiques ; ils avaient pour consigne de le remettre au secrétaire d’État américain le lendemain à 13 h, soit 7 h 30, heure d’Hawaï. Mais le message n’est pas remis à l’heure prévue en raison de retards dans le décryptage de ce texte long et complexe. Les services américains de renseignement réussissent à décoder le message bien avant l’ambassade japonaise : seul le dernier point du mémorandum, c’est-à-dire la déclaration de guerre, n’a pu être déchiffré par les Américains. Le dimanche 7 décembre à 11 h 58, heure de Washington (6 h 28 à Hawaï), le général George Marshall lit le message ; inquiété par sa teneur, Marshall est persuadé qu'une attaque se prépare. Il expédie un télégramme pour donner l'alerte aux bases américaines situées aux Philippines, à Panama, à San Diego et à Pearl Harbor. En raison de défaillances techniques, l'alerte arrivera trop tard à Hawaï, plusieurs heures après les bombardements. Le message parvient à l’ambassadeur américain au Japon environ dix heures après la fin de l’attaque.

La préparation de l’attaque
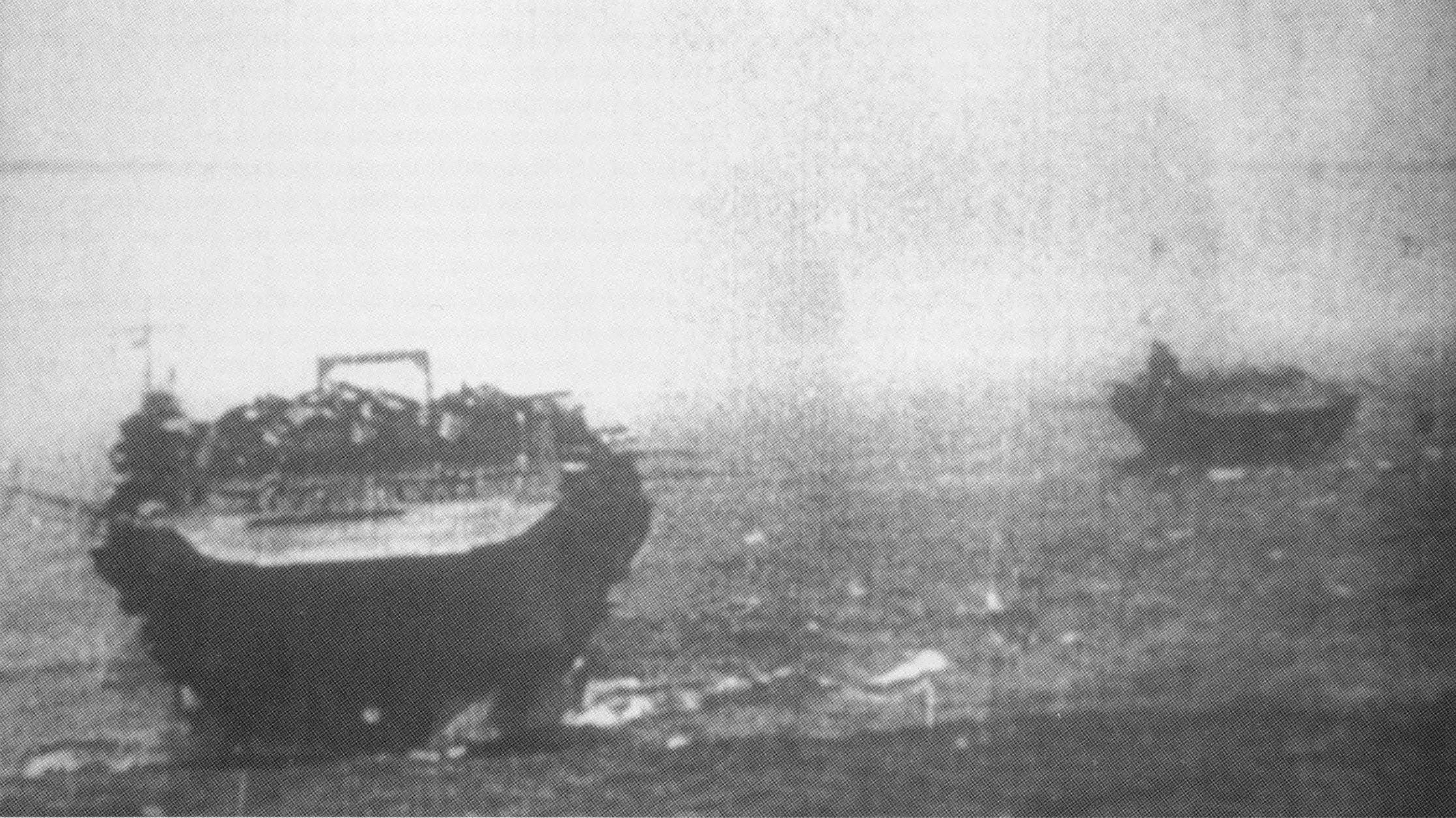
Deux des six porte-avions, le Kaga et le Zuikaku, en route pour les îles Hawaï.
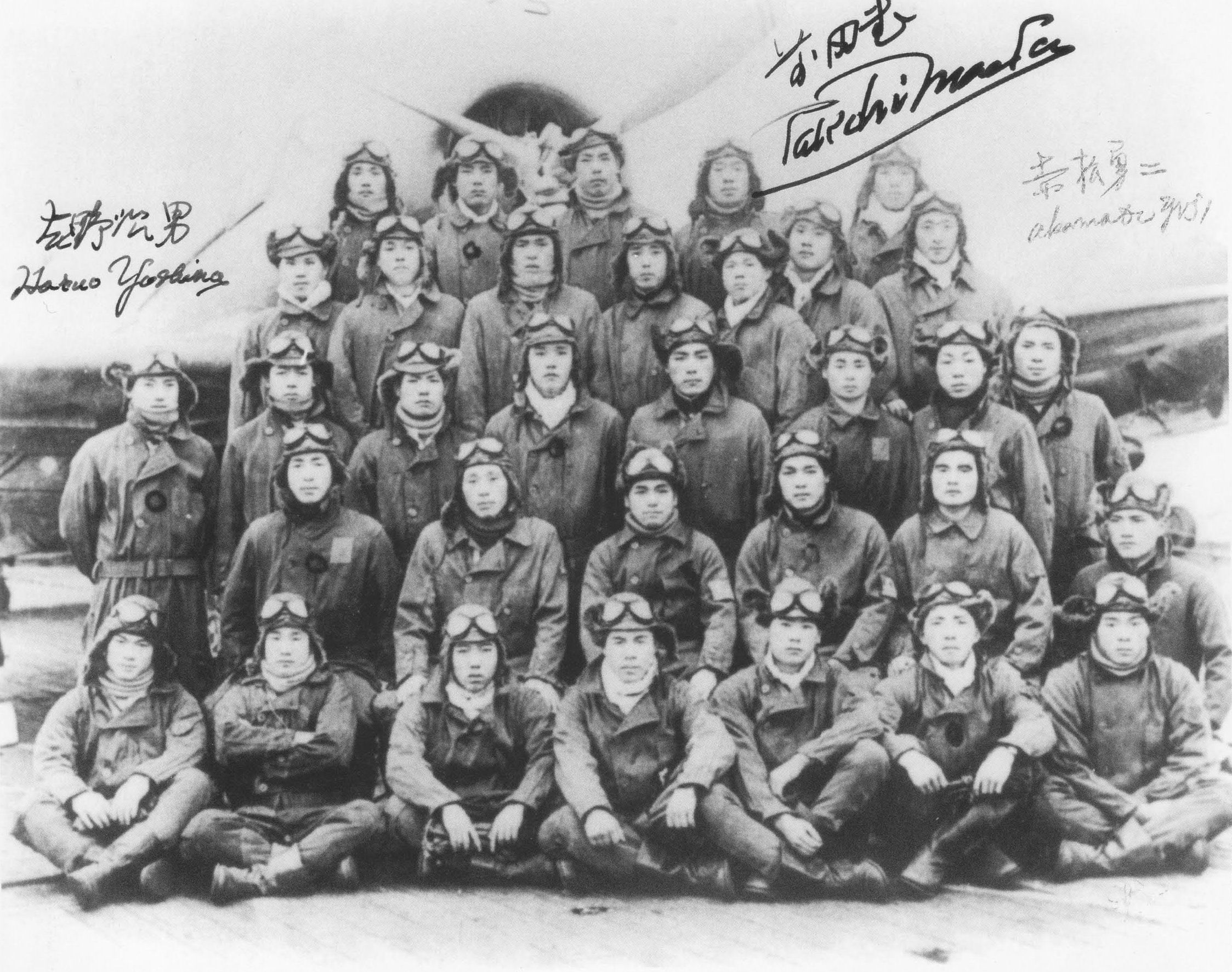
Une partie des pilotes du porte-avion Kaga prennent la pose la veille de l’attaque.
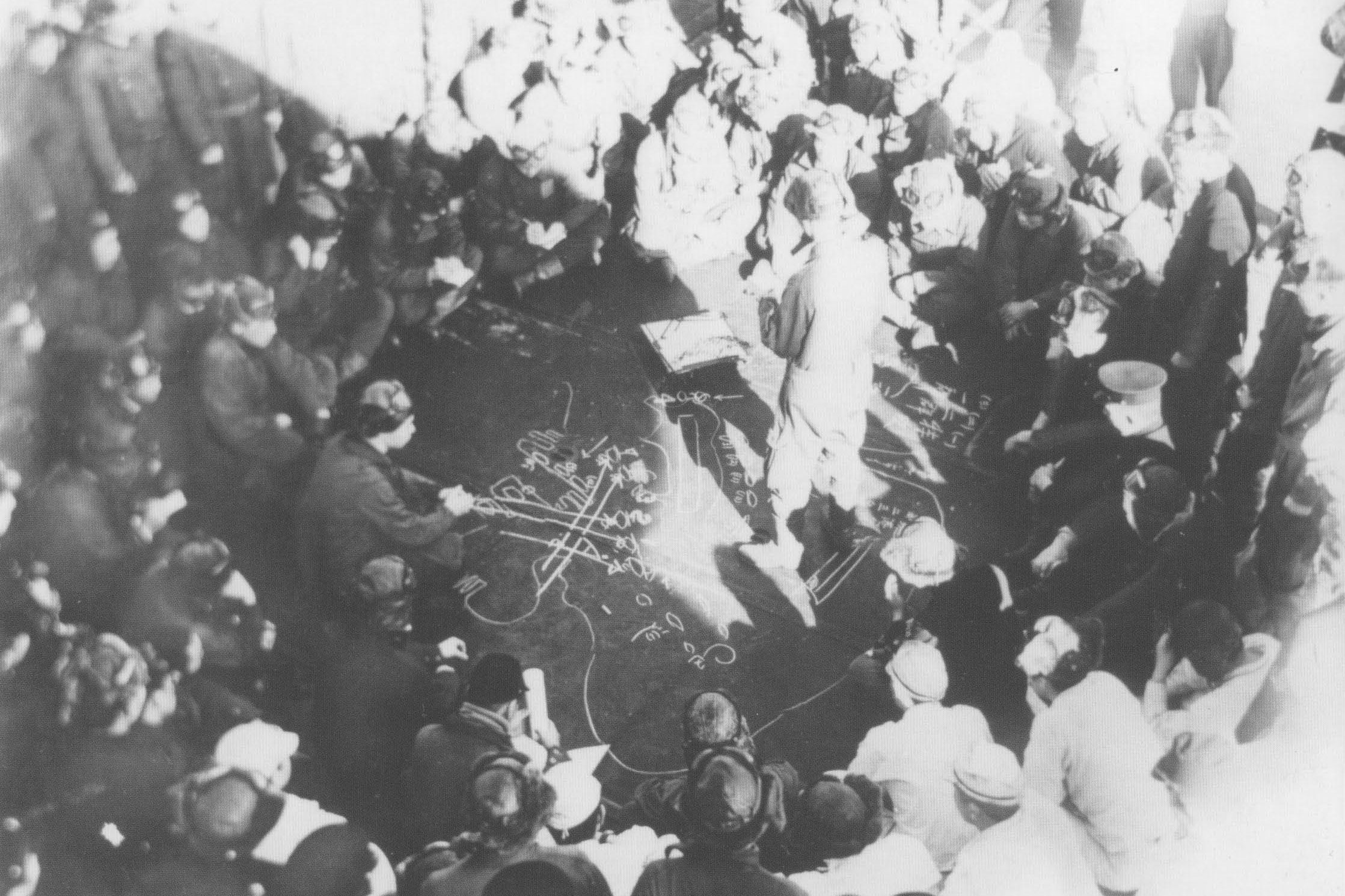
Les pilotes du Kaga en briefing sur un dessin de la rade, la veille de l’attaque.
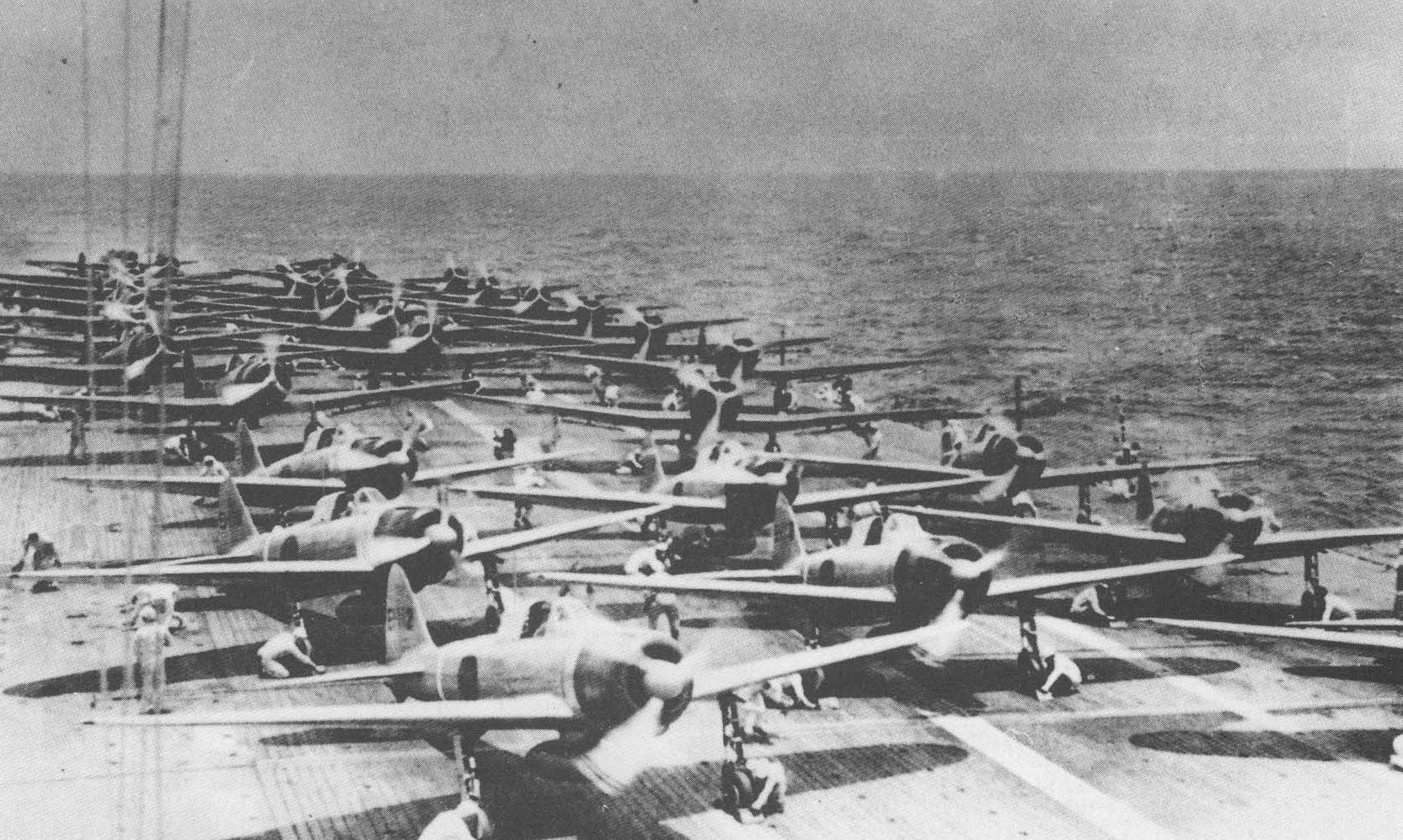
À l’aube du 7 décembre, sur le Shokaku, la première vague d’assaut s’apprête à décoller.

## L'attaque
Isoroku Yamamoto et d’autres généraux avaient prévu une attaque en trois vagues, mais le vice-amiral Chuichi Nagumo décida de n’en retenir que deux. Le nombre total d’avions impliqués dans l’attaque était de 350. 91 avions furent engagés dans la protection des porte-avions et des navires.
Ce fut dans la nuit du 6 au 7 décembre que les opérations débutèrent massivement, l'aube permettant de réduire les précautions à prendre pour éviter d'être repéré et accélérer ainsi la vitesse de progression.
L'attaque sur la Malaisie, le 8 décembre, a lieu en fait au même moment, car de l'autre côté de la ligne de changement de date.

### Les missions de reconnaissance
Vers minuit, les sous-marins de haute mer lancèrent cinq sous-marins de poche qui se dirigèrent vers l'île d'Oahu.
À 3 h 58, le dragueur de mines USS Condor (en) signala la présence d’un sous-marin dans la rade de Pearl Harbor au destroyer USS Ward. Ce dernier se mit alors à sa recherche sans succès : l'intrus avait rapidement disparu. L'amirauté de Pearl Harbor ne donna pas l'alerte. À 6 h 37, le Ward repéra un autre sous-marin qui était chargé de renseigner la flotte japonaise et le détruisit.

### La première vague

Les deux vagues d'attaque aérienne.

C'est entre 6 h et 7 h 15 que la première vague de 183 avions, conduite par le capitaine de frégate Mitsuo Fuchida, s'envola vers Pearl Harbor. Elle comprenait :
- 40 bombardiers torpilleurs Nakajima B5N2 Kate ;
- 49 bombardiers B5N2 Kate en configuration bombardier horizontal[note 1] ;
- 51 bombardiers en piqué Aichi D3A1 Val ;
- 43 avions de combat Mitsubishi A6M2 Zéro.

Leur présence ne fut détectée que vers 7 h par deux soldats américains (George Elliot Jr. et Joseph Lockard) à la station d’Opana Point (un radar SCR-270 situé près de la pointe nord d'Oahu). Ces derniers ne sont pas pris au sérieux par un nouvel officier, le lieutenant Kermit A. Tyler, convaincu qu’il s’agissait de six bombardiers B-17 qui arrivaient de Californie et qui étaient attendus pour se ravitailler avant de rejoindre leur destination finale de Clark Field dans les îles Philippines.
Vers 7 h 30, le premier avion japonais fit une reconnaissance dans les alentours et donna le signal : « Pearl Harbor dort. »
Les premiers avions survolèrent la base américaine à 7 h 40. Les avions torpilleurs volaient à basse altitude et provenaient de différentes directions. Les bombardiers volaient quant à eux à haute altitude.
À 7 h 53, les premières bombes nippones furent larguées et les avions se mirent en formation d’attaque. Le contre-amiral Patrick Bellinger donna l'alerte.
Cinq sous-marins Ko-hyoteki torpillèrent les bateaux américains après le début des bombardements. Sur les dix hommes qui se trouvaient à bord des sous-marins, neuf trouvèrent la mort ; le seul survivant, Kazuo Sakamaki, fut capturé et devint le premier prisonnier de guerre japonais fait par les Américains au cours de la Seconde Guerre mondiale. Une étude de l’Institut naval américain conduite en 1999 indique qu’une torpille toucha l'USS West Virginia qui devint la première cible de l’attaque japonaise.
Cette première attaque était menée par six unités dont une avait pour objectif le poste militaire de Wheeler Field (voir le plan). Les Japonais exploitèrent les premiers moments de surprise pour bombarder les navires les plus importants, surtout à l'est de la rade. Chacune des attaques aériennes commençait par les bombardiers et finissait par les unités de combat afin de contrer les poursuites éventuelles. La première attaque engagea le flanc droit de l’ennemi.

### La deuxième vague

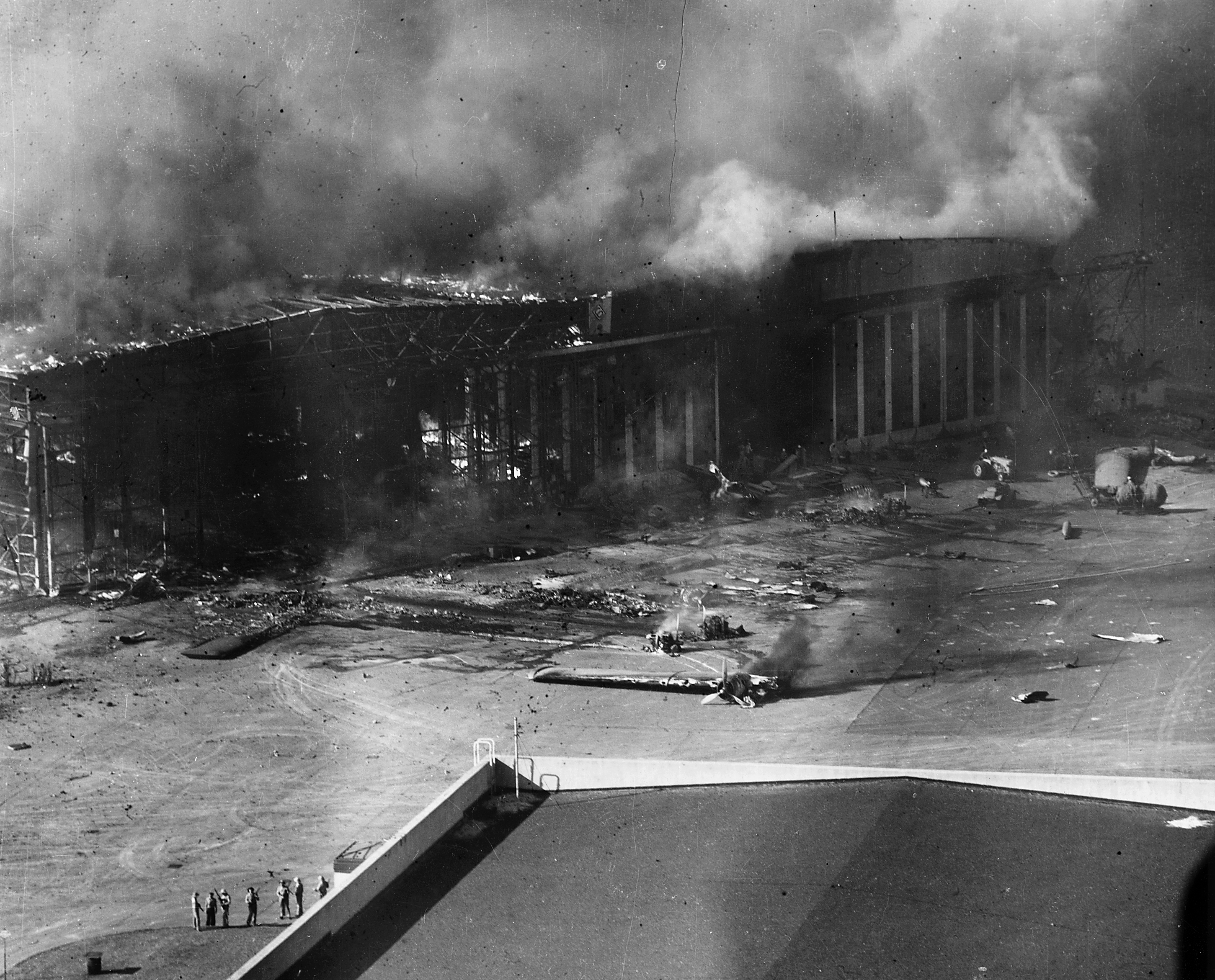
Un hangar d'avions de l'île Ford brûle.

La seconde attaque devait être menée par 171 appareils mais deux D3A1 ne purent décoller en raison de problèmes mécaniques et trois autres appareils (un D3A1 et deux Zéro) durent faire demi-tour pour les mêmes raisons. Les avions torpilleurs ne furent pas mobilisés car jugés trop vulnérables face à la DCA désormais en alerte. À 8 h 30, la seconde force de frappe de 167 appareils visa le flanc gauche. Elle comprenait :
- 54 bombardiers horizontaux B5N2 Kate ;
- 78 bombardiers en piqué D3A1 Val ;
- 35 chasseurs A6M2 Zéro.

Elle fut menée par le lieutenant-commandant Shigekazu Shimazaki. Elle était divisée en quatre unités dont l’une fut lancée sur la base de Kānehohe, à l'est de Pearl Harbor. Les différentes formations arrivèrent presque en même temps sur le site depuis plusieurs directions.
Au cours de la deuxième vague, un sous-marin de poche venu en surface fut pris pour cible par le Curtiss et coulé par le destroyer USS Monaghan. La seconde vague s’acheva à 9 h 45,. Après l'attaque, des avions survolèrent le site afin d’étudier les dommages et de faire un rapport. Le B5N2 de Fuchida fut probablement le dernier à quitter les lieux. Il prit de nombreuses photos et surveilla le retour des appareils aux porte-avions japonais.

### Défense américaine

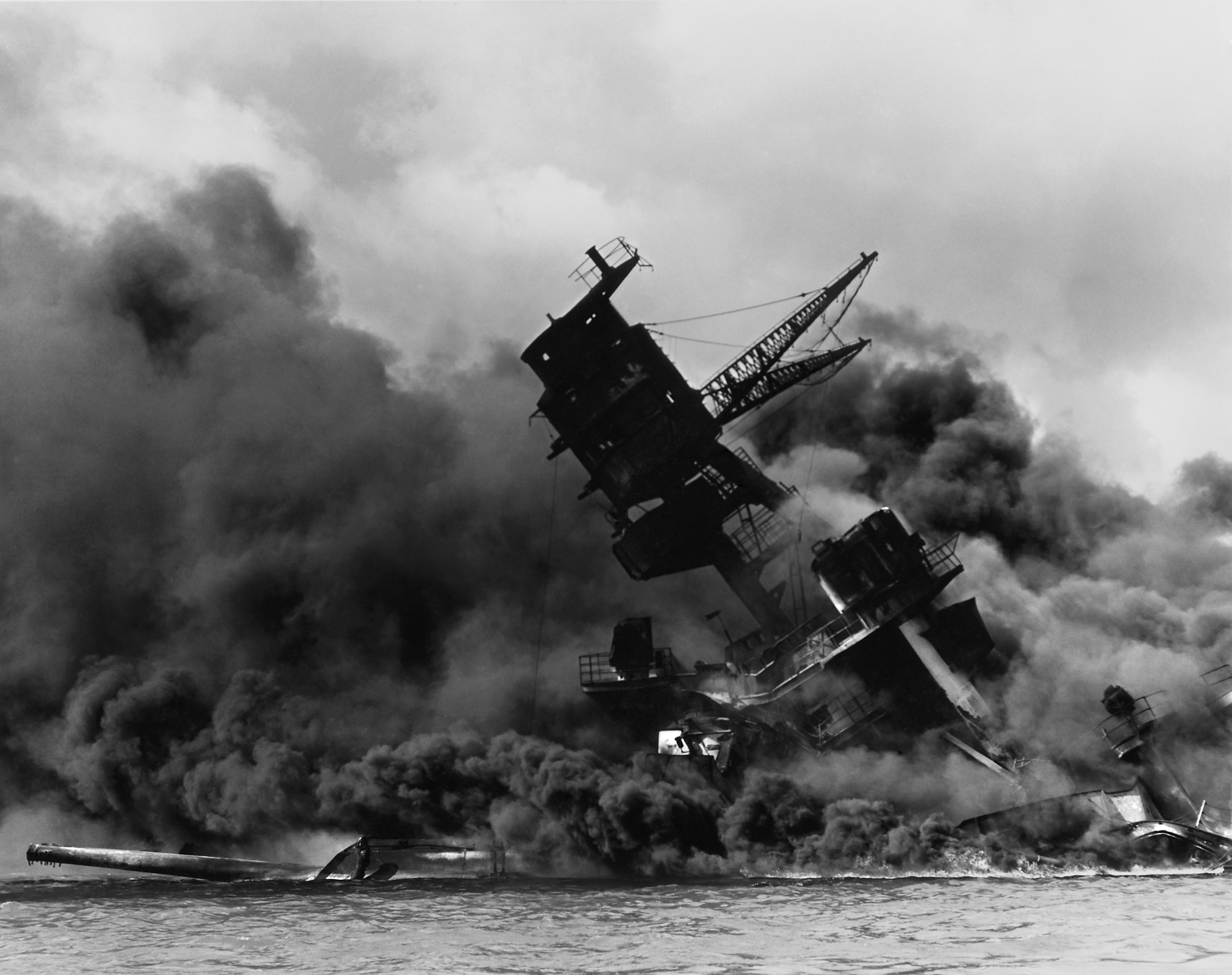
Incendie sur le cuirassé après l'attaque.
Crédit photo : NARA.

Les hommes qui se trouvaient à bord des navires américains furent réveillés par les explosions. Le fameux message « Air raid Pearl Harbor. This is not a drill » (« Attaque aérienne sur Pearl Harbor. Ceci n’est pas un exercice ») fut prononcé par le commandant Logan Ramsey à 7 h 58, cinq minutes après les premières bombes. L'amiral Husband Kimmel alerta Washington quelque temps après.
En dépit du manque de préparation et des scènes de panique, plusieurs militaires se sont illustrés durant la bataille. L’amiral Isaac C. Kidd et le captain Franklin Van Valkenburgh se ruèrent sur le pont de l'USS Arizona afin d’organiser la défense et furent tués par l’explosion d'un dépôt d’armes tout proche. Les deux hommes  reçurent la médaille d’honneur à titre posthume. L’enseigne de vaisseau Joe Taussig Jr. dirigea l'artillerie antiaérienne de l'USS Nevada, et fut sévèrement blessé, mais continua néanmoins à servir à son poste. En raison de l'absence du commandant de l'USS Nevada, le lieutenant commander F. J. Thomas en prit le commandement pendant l’attaque, en assura l'appareillage et le manœuvra jusqu'à ce que le bâtiment s'échoue, à 9 h 10. L’un des destroyers, l’USS Aylwin, fit de même avec seulement quatre officiers à son bord, uniquement des enseignes de vaisseau qui avaient peu d’expérience à la mer. Le captain Mervyn Bennion, commandant l'USS West Virginia, dirigea son équipage jusqu’à ce qu'il fût tué par des éclats de bombes. Les premières victimes de l’attaque aérienne se trouvaient sur le sous-marin USS Tautog qui abattit également le premier Japonais. L'Afro-Américain Doris « Dorie » Miller, qui servait comme cuisinier sur l'USS West Virginia, utilisa une mitrailleuse de lutte anti-aérienne pour tirer sur les avions japonais : il en toucha au moins un alors que son navire était bombardé dans le même temps. Il reçut la croix de la marine (Navy Cross) après la bataille. Quatorze marins et officiers furent par ailleurs récompensés par la médaille d’honneur. Une distinction militaire spéciale, la Pearl Harbor Commemorative Medal, fut par la suite décernée à tous les vétérans de l’attaque. Dans le ciel, la seule opposition importante vint d’une poignée de Curtiss P-36 Hawk et de Curtiss P-40 Warhawk qui firent vingt-cinq sorties et par les défenses anti-aériennes. Des avions décollèrent pour tenter de repérer la flotte japonaise, en vain.

### Une troisième vague avortée

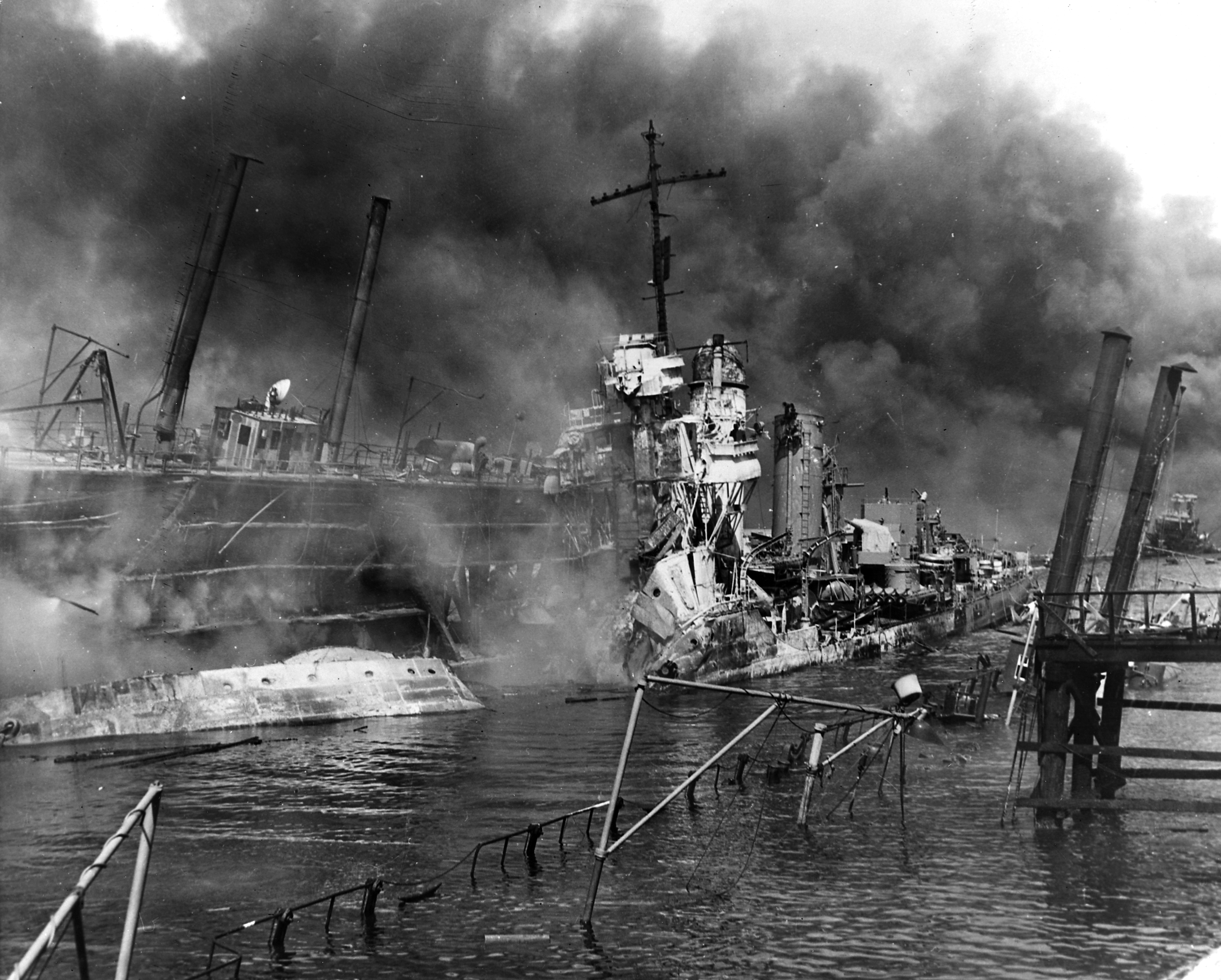
Épave du destroyer Shaw à la suite de son explosion.

Certains officiers pressèrent l'amiral Nagumo de lancer une troisième attaque afin d'anéantir les dépôts de carburant et les infrastructures de Pearl Harbor. Certains historiens ont suggéré que la destruction des réserves de carburant et des équipements de réparation aurait fortement handicapé la flotte du Pacifique, bien plus que la perte des navires de ligne. Cependant, Nagumo décida de renoncer à une troisième attaque pour plusieurs raisons : en premier lieu, les défenses antiaériennes eurent plus de succès au cours de la seconde vague et occasionnèrent les 2/3 des dommages nippons. L'effet de surprise avait disparu et une troisième vague risquait d’accroître les pertes japonaises. Ensuite, la préparation d'une troisième attaque aurait pris beaucoup trop de temps, laissant aux Américains la possibilité d'attaquer les forces de Nagumo situées à moins de 400 km au nord d'Oahu. L'armada pouvait rapidement être localisée et prise en chasse par les sous-marins ennemis. En outre, les Japonais ignoraient toujours la position des porte-avions américains et avaient atteint la limite de leurs capacités logistiques : rester plus longtemps augmentait le risque de manquer de carburant. La deuxième vague avait atteint l'objectif initial de la mission, à savoir neutraliser la flotte américaine du Pacifique. On se souvient que les autorités japonaises avaient été réticentes devant cette opération, c'est pourquoi l'expédition devait s'arrêter là. Il était donc temps de partir, d'autant que le Japon avait d'autres objectifs stratégiques dans le Sud-Est asiatique.

## Bilan de l'attaque

### Du côté américain
Le bilan humain de l'attaque fut lourd : 2 403 Américains sont morts et 1 178 ont été blessés. Les pertes se répartissent ainsi :
- US Army : 218 morts et 364 blessés ;
- US Navy : 2 008 morts et 710 blessés ;
- US Marine Corps : 109 morts et 69 blessés ;
- civils : 68 morts et 35 blessés, tués ou blessés par les bombes ou les éclats de bombes tombés dans les zones civiles, jusqu'à Honolulu[46].

Près de la moitié des pertes américaines, soit 1 177 hommes, fut provoquée par l'explosion et le naufrage de l'USS Arizona. Celui-ci explosa à cause d'un obus de marine de 406 mm modifié de façon telle qu'il puisse être utilisé comme une bombe de 800 kg, largué par Tadashi Kusumi. La bombe frappa le navire au niveau de la tourelle avant de 356 mm. Le blindage de pont, plus fin dans cette zone, fut traversé par la bombe qui s’arrêta dans la soute à munitions et y explosa. La coque de l'Arizona sert aujourd'hui de mémorial. Il continue d’ailleurs de perdre un peu de carburant, plus de 70 ans après l’attaque.
L'attaque avait visé les cuirassés stationnés dans la rade :
- l'USS Nevada fut endommagé par une torpille et un incendie ; il fut la cible de nombreuses bombes japonaises lorsqu'il se mit en route pour éviter la submersion dans le chenal et finit par toucher le fond de la rade par l'avant[33]. Il fut renfloué par la suite ;
- l'USS California fut touché par deux bombes et deux torpilles. L'équipage reçut l'ordre d'évacuer le navire. Il fut renfloué par la suite ;
- l'USS Utah, ce cuirassé d’un modèle ancien était utilisé comme cible de bombardement mobile. Il constituait une cible facile et fut touché deux fois par des torpilles.
- l'USS Oklahoma fut frappé par cinq torpilles et chavira ;
- l'USS Maryland fut atteint par deux obus de marine de 406 mm modifiés sans subir de dommages sérieux ;
- l'USS Pennsylvania fut touché par une bombe de 250 kg au cours de la deuxième vague d'attaque alors qu'il était en cale sèche sans subir de dommages sérieux ;
- l'USS West Virginia fut touché par 7 torpilles (la dernière eut pour conséquence de détacher le gouvernail) et 2 bombes de 800 kg. Il fut renfloué par la suite ;
- l'USS Tennessee fut touché par 2 bombes de 800 kg défectueuses occasionnant seulement des dommages légers.

Même si les Japonais ont concentré leurs tirs sur les navires de ligne, ils n'ont pas épargné les autres cibles. Le croiseur léger USS Helena fut torpillé et le choc provoqua le chavirement du mouilleur de mines USS Oglala situé à côté. Deux destroyers en cale sèche furent détruits lorsque des bombes touchèrent leur réservoir de carburant. L’incendie se propagea à d'autres navires. Le croiseur léger USS Raleigh fut touché par une torpille qui ouvrit une brèche. Le croiseur léger USS Honolulu fut endommagé mais resta en service. Le destroyer USS Cassin chavira et le destroyer USS Downes fut sérieusement endommagé. Le bateau de réparation USS Vestal, rangé bord à bord avec l’Arizona (alors en feu), fut gagné par les flammes qui ravageaient ce dernier et finit par sombrer à son tour. Le navire ravitailleur USS Curtiss fut également endommagé.
La quasi-totalité des 188 avions stationnés à Hawaï furent détruits ou endommagés. Lorsque les Japonais arrivèrent au-dessus des aérodromes américains, ils trouvèrent 155 avions stationnés aile contre aile pour éviter le sabotage (40 % de la population de l'île d'Oahu étant des Américano-Japonais) mais constituant ainsi des cibles idéales. Les attaques sur les casernes tuèrent des pilotes et d’autres membres du personnel. Des tirs amis ont abattu plusieurs avions américains.
L'aéronavale perdit 13 chasseurs, 67 bombardiers, trois avions de transport et quatre forteresses volantes en plus de la moitié des avions de combat qui se sont retrouvés cloués au sol parce qu'ils avaient été disposés aile contre aile, ce qui les empêcha de décoller rapidement. L'aviation de l'armée de terre fut aussi gravement touchée : 12 B-18, 20 A-9, 2 A-20, 4 P-26, 20 P-36 et 32 P-40.
|    | Nom                | Type                              | Tonnage  | Mise en service | Touché par                                      | Tués  | Retour au combat | Mois d’immobilisation et commentaires               |
| -- | ------------------ | --------------------------------- | -------- | --------------- | ----------------------------------------------- | ----- | ---------------- | --------------------------------------------------- |
|    | Navires détruits   |                                   |          |                 |                                                 |       |                  |                                                     |
| 1  | Arizona            | Cuirassé Classe Pennsylvania      | 31 400 t | 1916            | 2 bombes de 800 kg                              | 1 177 |                  | Définitif                                           |
| 2  | Oklahoma           | Cuirassé Classe Nevada            | 27 940 t | 1916            | 5 torpilles                                     | 429   |                  | Définitif                                           |
| 3  | Utah               | Bateau cible Classe Florida       | 21 825 t | 1911            | 2 torpilles                                     | 58    |                  | Définitif                                           |
|    | Navires endommagés |                                   |          |                 |                                                 |       |                  |                                                     |
| 4  | West Virginia      | Cuirassé Classe Colorado          | 32 600 t | 1923            | 7 torpilles, 2 bombes de 800 kg (1 défectueuse) | 106   | juillet 1944     | 31                                                  |
| 5  | Oglala             | Mouilleur de mines                | 2 575 t  | 1917            | 1 torpille (dommages indirects)                 | 0     | février 1944     | 26                                                  |
| 6  | Cassin             | Destroyer Classe Mahan            | 1 500 t  | 1936            | 2 bombes de 250 kg                              | 0     | février 1944     | 26                                                  |
| 7  | California         | Cuirassé Classe Tennessee         | 32 300 t | 1921            | 2 torpilles, 1 bombe de 250 kg                  | 105   | janvier 1944     | 25                                                  |
| 8  | Downes             | Destroyer Classe Mahan            | 1 500 t  | 1937            | 1 bombe de 250 kg                               | 12    | novembre 1943    | 23                                                  |
| 9  | Nevada             | Cuirassé Classe Nevada            | 27 940 t | 1916            | 1 torpille, 5 bombes de 250 kg                  | 57    | octobre 1942     | 10 Échoué pour éviter la submersion dans le chenal. |
| 10 | Vestal             | Navire atelier                    | 12 585 t | 1913            | 2 bombes de 250 kg (1 défectueuse)              | 7     | août 1942        | 8                                                   |
| 11 | Shaw               | Destroyer Classe Mahan            | 1 500 t  | 1936            | 3 bombes de 250 kg                              | 24    | juin 1942        | 6                                                   |
| 12 | Helena             | Croiseur léger Classe St-Louis    | 10 000 t | 1939            | 1 torpille                                      | 34    | juin 1942        | 6                                                   |
| 13 | Pennsylvania       | Cuirassé Classe Pennsylvania      | 31 400 t | 1916            | 1 bombe de 250 kg                               | 32    | mars 1942        | 3                                                   |
| 14 | Tennessee          | Cuirassé Classe Tennessee         | 32 300 t | 1920            | 2 bombes de 800 kg défectueuses                 | 5     | février 1942     | 2                                                   |
| 15 | Maryland           | Cuirassé Classe Colorado          | 32 600 t | 1921            | 2 bombes de 800 kg défectueuses                 | 4     | février 1942     | 2                                                   |
| 16 | Raleigh            | Croiseur léger Classe Omaha       | 7 050 t  | 1924            | 1 torpille, 1 bombe de 250 kg                   | 0     | février 1942     | 2                                                   |
| 17 | Curtiss            | Porte-hydravions                  | 8 671 t  | 1940            | 1 bombe de 250 kg                               | 21    | janvier 1942     | 1                                                   |
| 18 | Honolulu           | Croiseur léger Classe Brooklyn    | 9 767 t  | 1938            | 1 bombe de 250 kg (dommages indirects)          | 0     | janvier 1942     | 1                                                   |
| 19 | Helm               | Destroyer Classe Bagley           | 1 500 t  | 1937            | 2 bombes de 250 kg (dommages indirects)         | 0     | décembre 1941    | 0                                                   |
| 20 | New Orleans        | croiseur lourd Classe New Orleans | 10 136 t | 1931            | Dommages indirects                              | 0     | décembre 1941    | 0 Dommages légers.                                  |

Le port et les vaisseaux touchés
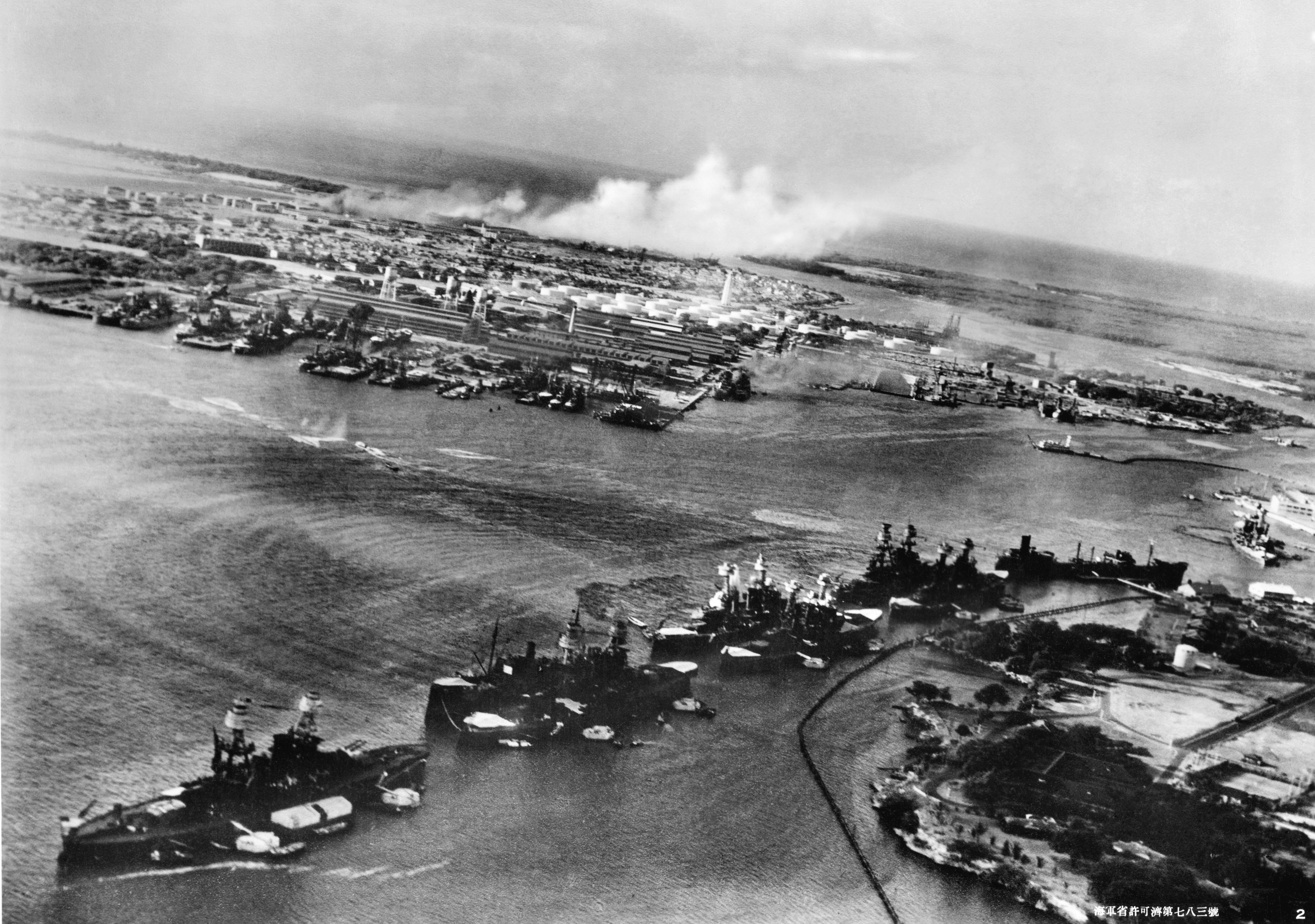
Photo aérienne japonaise prise pendant l’attaque. Les vagues provoquées par les explosions des torpilles sont parfaitement visibles.
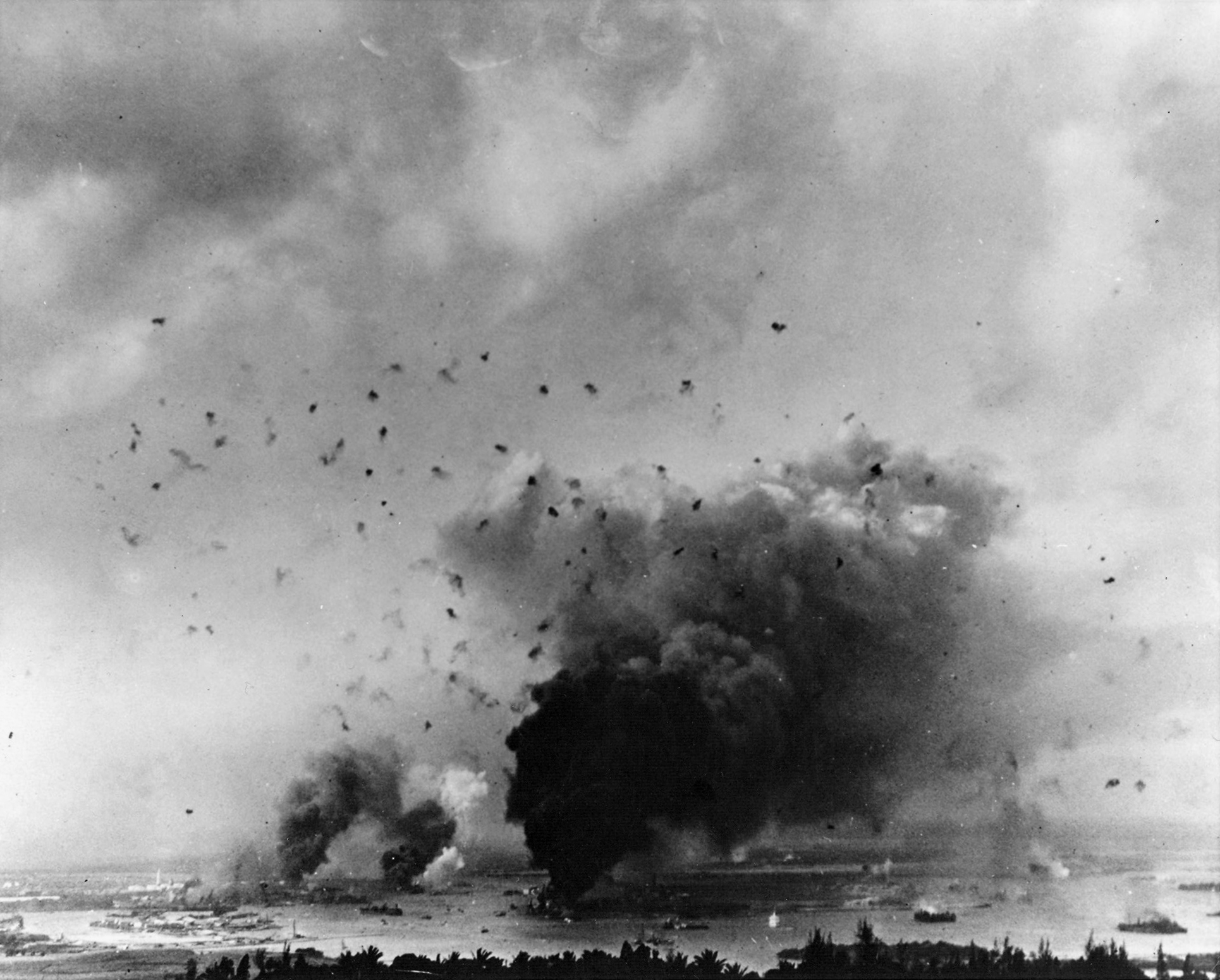
Vue du port pendant l’attaque. Les petits panaches de fumée noire indiquent que passé l'effet de surprise, la DCA américaine est très active.
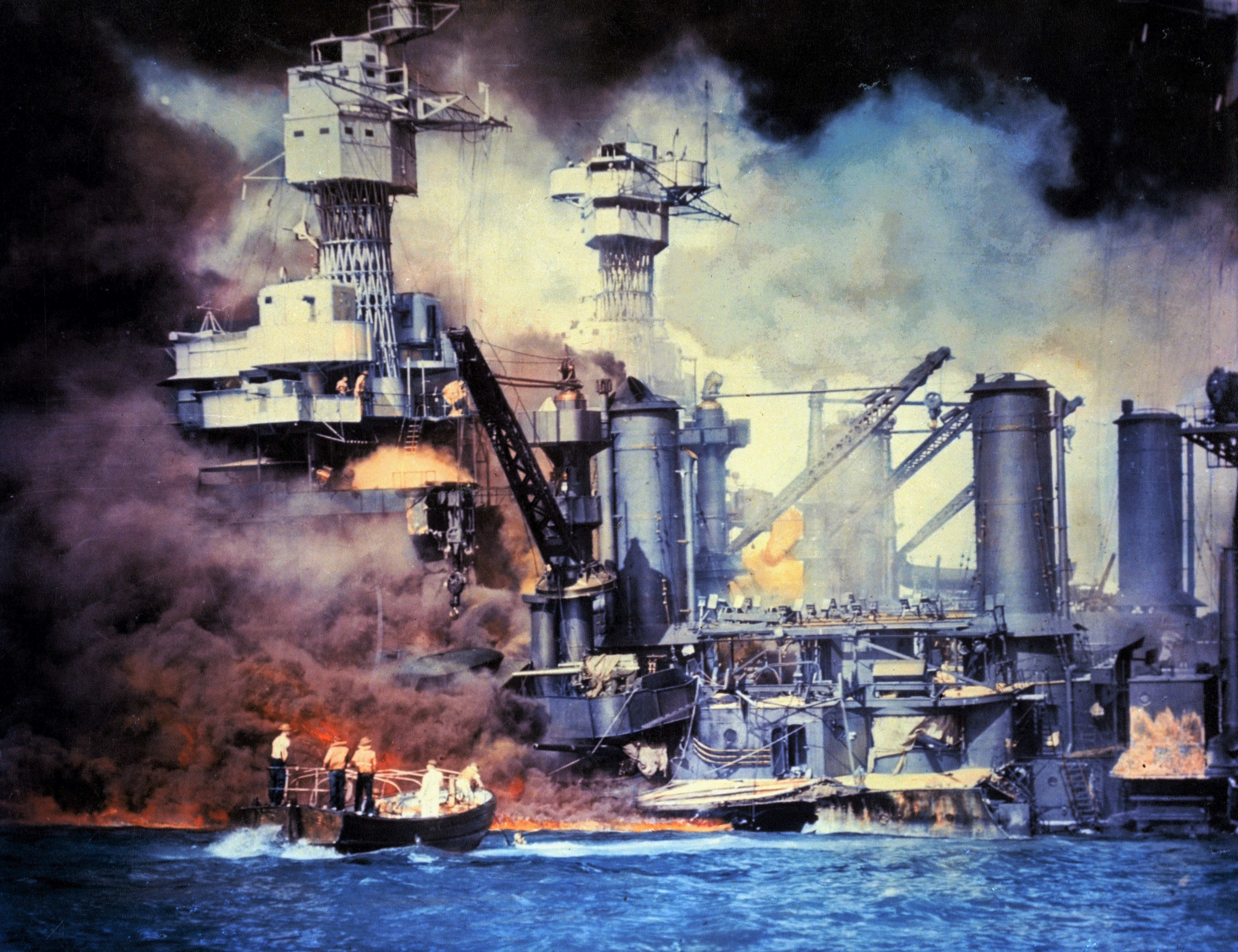
Le sauvetage des marins du West Virginia au milieu des flammes. Le mazout provoque de gigantesques incendies.
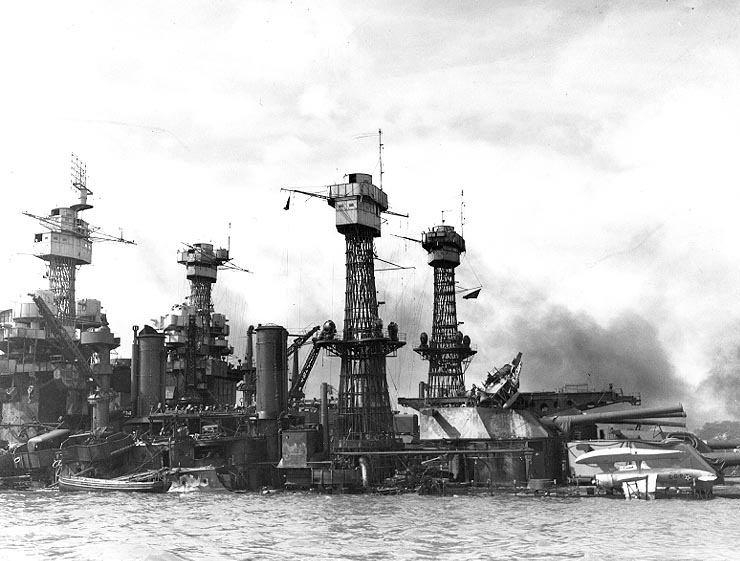
Le West Viginia coulé. Malgré des dégâts très importants, le cuirassé sera renfloué et remis en service en 1944.
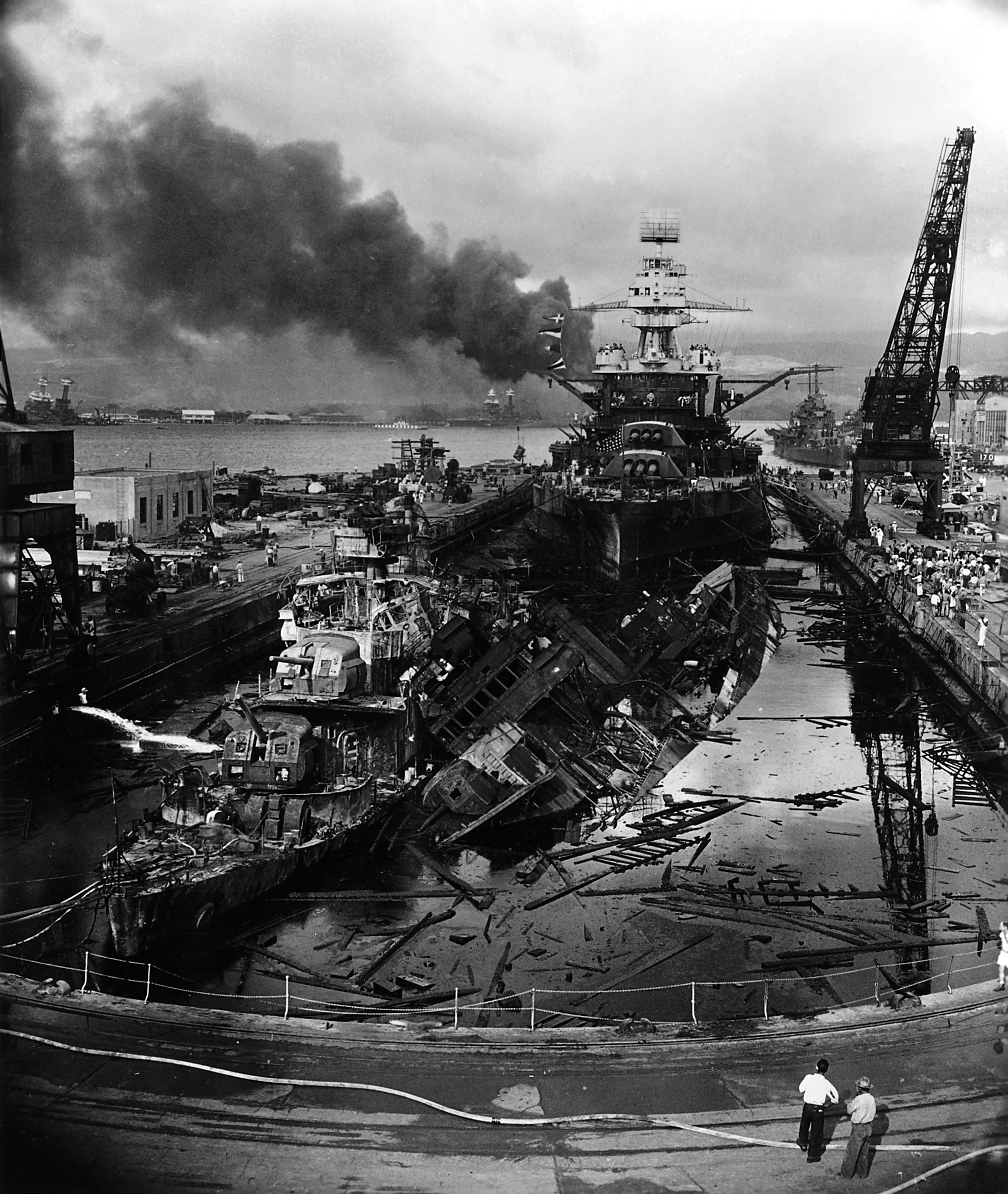
Les destroyers Cassin et Downes gravement touchés devant le cuirassé Pennsylvania presque intact. Tous seront remis en service entre 1942 et 1944.
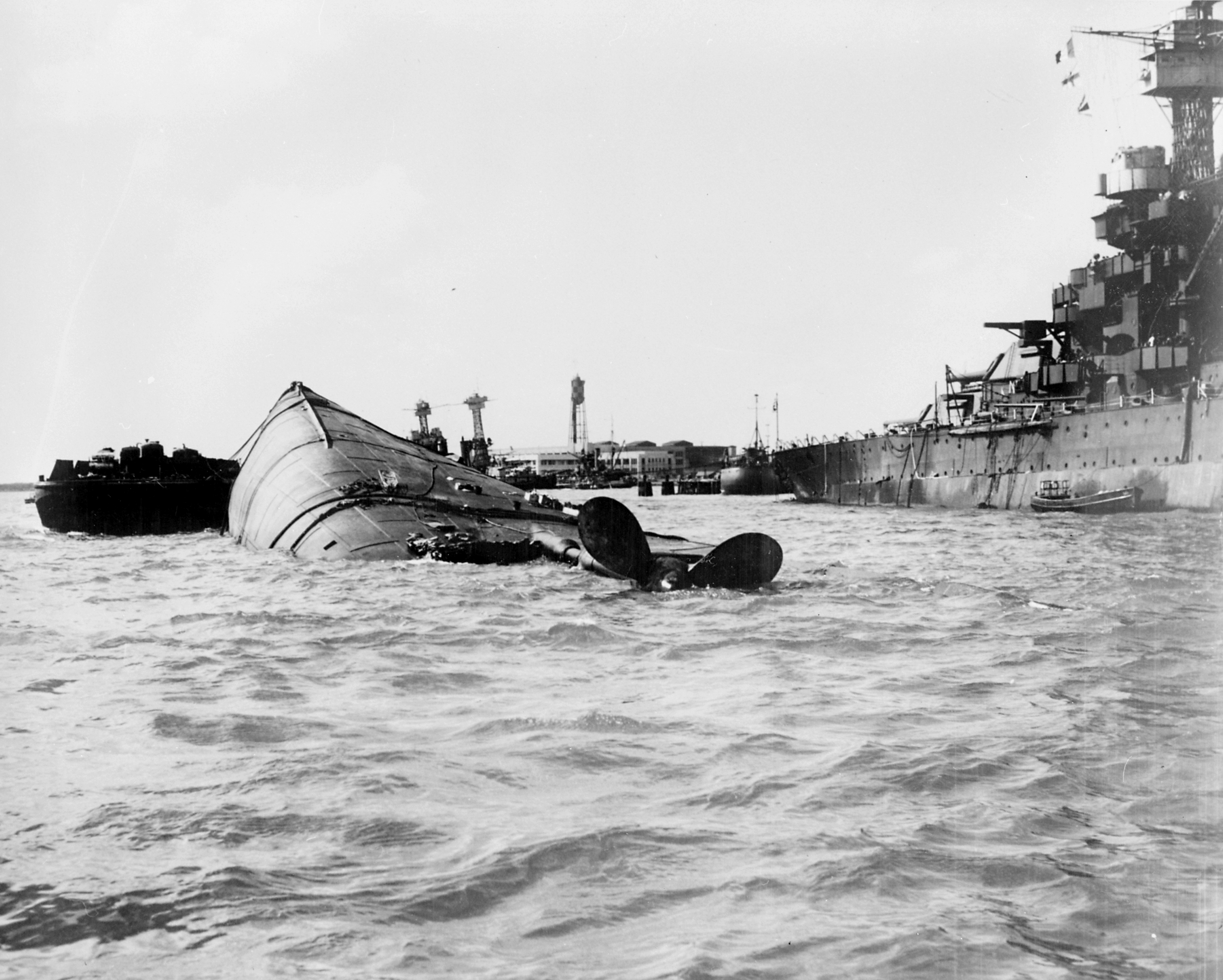
Le cuirassé Oklahoma retourné après son torpillage. C’est l’un des trois navires sur les dix-neuf touchés qui ne sera pas réparé.

### Dans le camp japonais
Du côté japonais, les pertes humaines furent beaucoup moins lourdes : 64 morts (aviateurs et neuf sous-mariniers) ; l'enseigne Kazuo Sakamaki fut capturé, premier prisonnier de guerre japonais du conflit. Le mitrailleur arrière, le maître Toshio Onishi sauta de son B5N2 en flamme sans parachute ; il sera repêché vivant mais succombera à ses blessures peu de temps après. Le lieutenant de vaisseau Fusata Lida, commandant de la chasse du Soryu, précipita sur un hangar son appareil perdant de l'essence, mais rata sa cible de peu. Le premier-maître Shigenori Nishikaïchi dont le Zéro était également trop endommagé pour rentrer, se posa sur l'île de Niihau mais fut tué le 13 décembre (voir incident de Niihau).
Le bilan matériel fut aussi limité : les cinq sous-marins de poche engagés furent coulés ou capturés et un sous-marin de croisière a été coulé le 10 décembre (le I-70 avec 121 membres d'équipage fut détruit par des avions de l'USS Enterprise). Sur les 441 avions japonais disponibles, 350 prirent part à l’attaque et 29 furent abattus durant la bataille, neuf au cours de la première vague, vingt dans la seconde. 74 autres furent touchés par les défenses antiaériennes et l’artillerie au sol. Peu après que l'escadre nippone eut fait demi tour, les Japonais perdirent également un 30e appareil quand le Zéro du second-maître Munenaga Nomura s'écrasa en manquant son appontage sur le Soryu au retour d'une mission de reconnaissance.
| Première vague d'attaque |                 |       |
| Porte-avions             | Avions          | Total |
| Akagi                    | 1 A6M2          | 1     |
| Kaga                     | 2 A6M2 + 5 B5N2 | 7     |
| Shokaku                  | 1 D3A1          | 1     |
| Deuxième vague d'attaque |                 |       |
| Akagi                    | 4 D3A1          | 4     |
| Hiryu                    | 1 A6M2 + 2 D3A1 | 3     |
| Kaga                     | 2 A6M2 + 6 D3A1 | 8     |
| Soryu                    | 3 A6M2 + 2 D3A1 | 5     |

### Un succès à relativiser

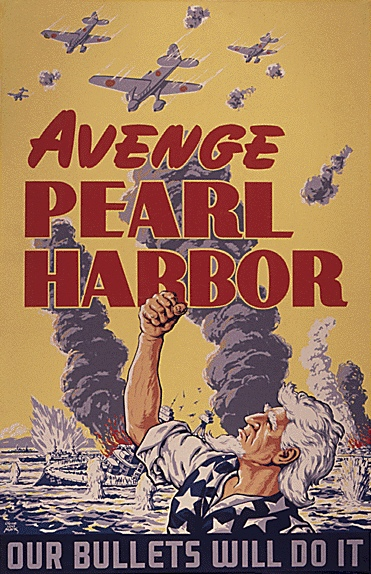
« Vengez Pearl Harbor ». Plus bas « Nos balles le feront ».

Cependant, l'armada japonaise s'en retourna sans qu'aucun porte-avions américain ne fût détruit car ils ne se trouvaient pas à Pearl Harbor. L'USS Enterprise rentrait au port et se trouvait à 300 km au début de l'attaque (six des dix-huit SBD Dauntless qu'il avait fait décoller à 6 h 20 en direction d'Hawaï ont été détruits), l'USS Lexington livrait des avions aux îles Midway et l'USS Saratoga était à San Diego en train d'embarquer son groupe aérien après une période d'entretien et réparations. D'autre part, presque tous les navires touchés étaient des vieux bâtiments ; 80 % d'entre eux furent remis en état et modernisés après l'attaque. Les destroyers Cassin et Downes furent gravement endommagés mais leurs machines furent sauvées et elles équipèrent d’autres bâtiments portant leur nom d’origine. Les pertes matérielles les plus graves furent celles des 155 avions et des dégâts matériels dans la base.
Finalement, l'attaque japonaise sur Pearl Harbor fut une brillante réussite tactique mais un échec du point de vue stratégique. Malgré les pertes, la base resta opérationnelle (le port, les pistes, les réservoirs de carburant et les ateliers de réparation n'ont pas été détruits ou marginalement). 
Contrainte de se battre sans cuirassés, la marine américaine développa par la suite de nouvelles tactiques navales reposant sur des Task forces combinant des porte-avions et des sous-marins, reprenant la stratégie japonaise employée à Pearl Harbor. Ces nouvelles méthodes permirent de freiner l'avance japonaise en 1942, délai que l'amiral Yamamoto estimait avoir donné au Japon avant que la capacité industrielle démultipliée des États-Unis ne leur donne une supériorité écrasante. Paradoxalement, la doctrine navale japonaise continuait à ce moment à considérer les cuirassés comme les navires les plus importants.

## Conséquences et portée de l'événement

### Entrée en guerre des États-Unis

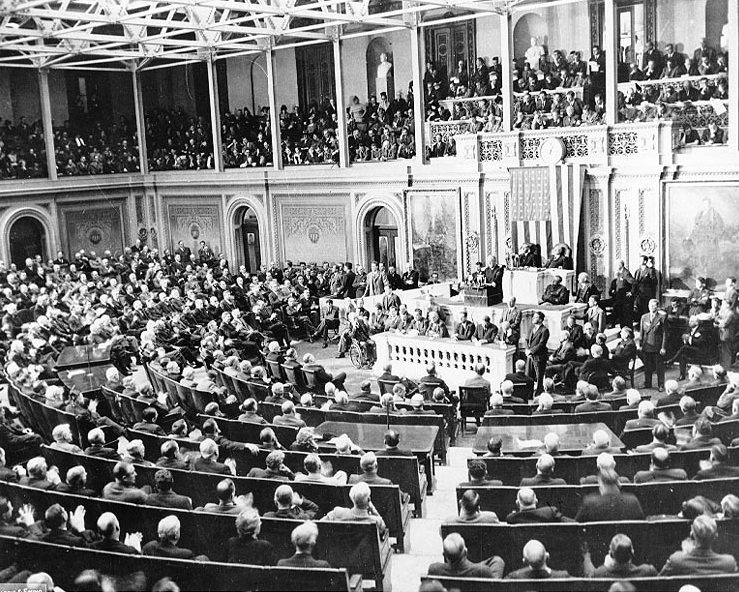
Roosevelt s'adresse au Congrès américain le 8 décembre 1941.

Après l'attaque japonaise sur la base navale américaine, le président Roosevelt engagea son pays dans la Seconde Guerre mondiale aux côtés des Alliés. Les Japonais firent une déclaration de guerre officielle, mais à cause de divers contretemps, elle ne fut présentée qu'après l'attaque.
Le 8 décembre 1941, le président Roosevelt déclare :

« Hier, 7 décembre 1941 — une date qui restera à jamais marquée dans l'Histoire comme un jour d’infamie — les États-Unis d'Amérique ont été attaqués délibérément par les forces navales et aériennes de l'empire du Japon. Les États-Unis étaient en paix avec le Japon et étaient même, à la demande de ce pays, en pourparlers avec son gouvernement et son empereur sur les conditions du maintien de la paix dans le Pacifique. Qui plus est, une heure après que les armées nippones eurent commencé à bombarder Oahu, un représentant de l'ambassade du Japon aux États-Unis a fait au secrétariat d'État une réponse officielle à un récent message américain. Cette réponse semblait prouver la poursuite des négociations diplomatiques, elle ne contenait ni menace, ni déclaration de guerre […]. J'ai demandé […] que le Congrès déclare depuis l'attaque perpétrée par le Japon dimanche 7 décembre, l'état de guerre contre le Japon. »

Le Congrès américain déclara la guerre au Japon (en) à la quasi-unanimité ; seule la pacifiste Jeannette Rankin (députée républicaine du Montana) s'opposa à cette décision. Roosevelt signa la déclaration le jour même. Avec la loi sur la conscription du 20 décembre 1941, la mobilisation s'élargit à tous les Américains entre 20 et 40 ans. Le 22 décembre 1941 débuta la conférence Arcadia au cours de laquelle Winston Churchill et Roosevelt décidèrent d'unir leurs forces contre l'Allemagne nazie. La Déclaration des Nations unies du 1er janvier 1942 prévoyait la création de l'ONU. Enfin, le pays dut convertir son économie pour répondre aux besoins de la guerre, un processus qui commença le 6 janvier 1942 avec l'annonce du « programme de la Victoire ». L'entrée en guerre des États-Unis marquait un tournant dans la mondialisation du conflit.

Le lendemain, 9 décembre, le Royaume-Uni déclarait la guerre au Japon et Winston Churchill écrira plus tard dans ses Mémoires : 

« Aucun Américain ne m'en voudra de proclamer que j'éprouvai la plus grande joie à voir les États-Unis à nos côtés. Je ne pouvais prévoir le déroulement des événements. Je ne prétends pas avoir mesuré avec précision la puissance guerrière du Japon, mais je compris que, dès cet instant, la grande République américaine était en guerre, jusqu'au cou et à mort. Nous avions donc vaincu, enfin ! »

### Réaction du Japon et de ses alliés

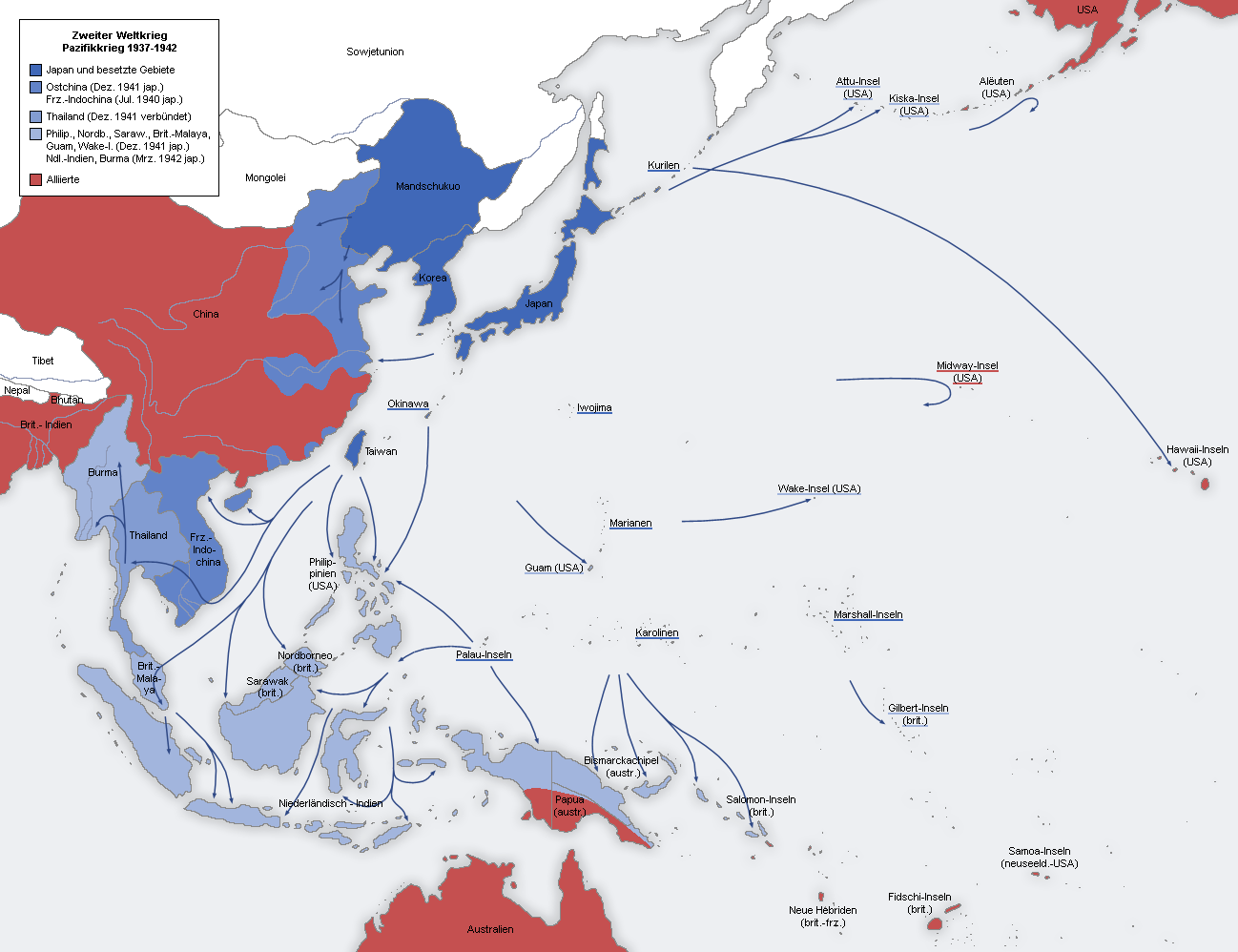
Carte des conquêtes japonaises (1937-1942).

Dans les heures qui suivirent, le Royaume-Uni (et son empire colonial, le Canada, l'Australie, l'Afrique du Sud) entrèrent en guerre contre le Japon.
L'Allemagne nazie et l'Italie fasciste déclarèrent la guerre aux États-Unis le 11 décembre 1941, quatre jours après l'attaque de Pearl Harbor. Selon les termes du pacte tripartite, Hitler et Mussolini n'étaient pourtant pas obligés de déclarer la guerre. Cependant, les relations entre les pays européens de l’Axe et Washington s'étaient détériorées depuis 1937.
Les adversaires du New Deal de Roosevelt, notamment le Chicago Tribune, rendirent public le plan de guerre américain pour l’Europe. Hitler estimait qu'un conflit avec les États-Unis était inévitable. Ce sentiment fut renforcé par la publication du plan américain, par l’attaque de Pearl Harbor et par le discours de Roosevelt. Il sous-estima également la puissance productive des États-Unis, leur capacité à combattre sur deux fronts à la fois (en Europe et dans le Pacifique) et les conséquences du prêt-bail sur ses adversaires. Les nazis escomptaient qu'à la suite de la déclaration de guerre contre les États-Unis, le Japon s'engagerait davantage contre l'URSS (avec laquelle il est en paix depuis la conclusion du pacte nippo-soviétique du 13 avril 1941) et les possessions européennes en Asie. Toutefois, le front chinois et le théâtre d'opération méridional accaparèrent l'essentiel des forces de l'empire du Japon.
Dans les heures qui ont suivi l'attaque de Pearl Harbor, les Japonais attaquèrent diverses colonies et bases militaires britanniques et américaines en Asie et dans le Pacifique : la Malaisie, Hong Kong, Guam et Wake. Peu après les événements de Pearl Harbor, les bombardiers de la 11e flotte aérienne japonaise s'en prirent à la 7e flotte de l'Air Force américaine basée aux Philippines et à la force « Z » britannique, ce qui ouvrait la voie à la capture des deux premiers objectifs visés. Le 16 décembre, les forces nippones contrôlaient le nord de l'île de Bornéo, Hong Kong capitula le 25 décembre et Singapour tomba en janvier 1942.

### L'événement vu par les Japonais
Bien que la propagande antiaméricaine eût préparé l'opinion publique japonaise à la guerre contre les États-Unis, il semble que la plupart des Japonais furent surpris lorsqu'ils apprirent la nouvelle : l'attaque avait en effet été menée dans le plus grand secret. Elle était présentée et ressentie comme un coup d'éclat et finit par rallier les sceptiques face à la guerre. Pour l'état-major et le gouvernement japonais, l'attaque de Pearl Harbor n’était qu’une réponse juste à la politique agressive de Washington. Ils considéraient que les Alliés, et particulièrement les États-Unis, multipliaient depuis longtemps les provocations à l'égard des Japonais. Aussi, l’attaque de Pearl Harbor ne relèverait pas de la trahison car Washington se préparait depuis longtemps à la guerre. Aujourd'hui encore, un certain nombre de Japonais pensent que leur pays a été poussé à se battre pour protéger la sécurité nationale et ses intérêts. En 1991, le ministre japonais des affaires étrangères rappela que le Japon avait envoyé une déclaration de guerre à 13 h (le message en 14 points), heure de Washington DC, 25 minutes avant le début de l’attaque de Pearl Harbor.

### Le sentiment anti-japonais aux États-Unis

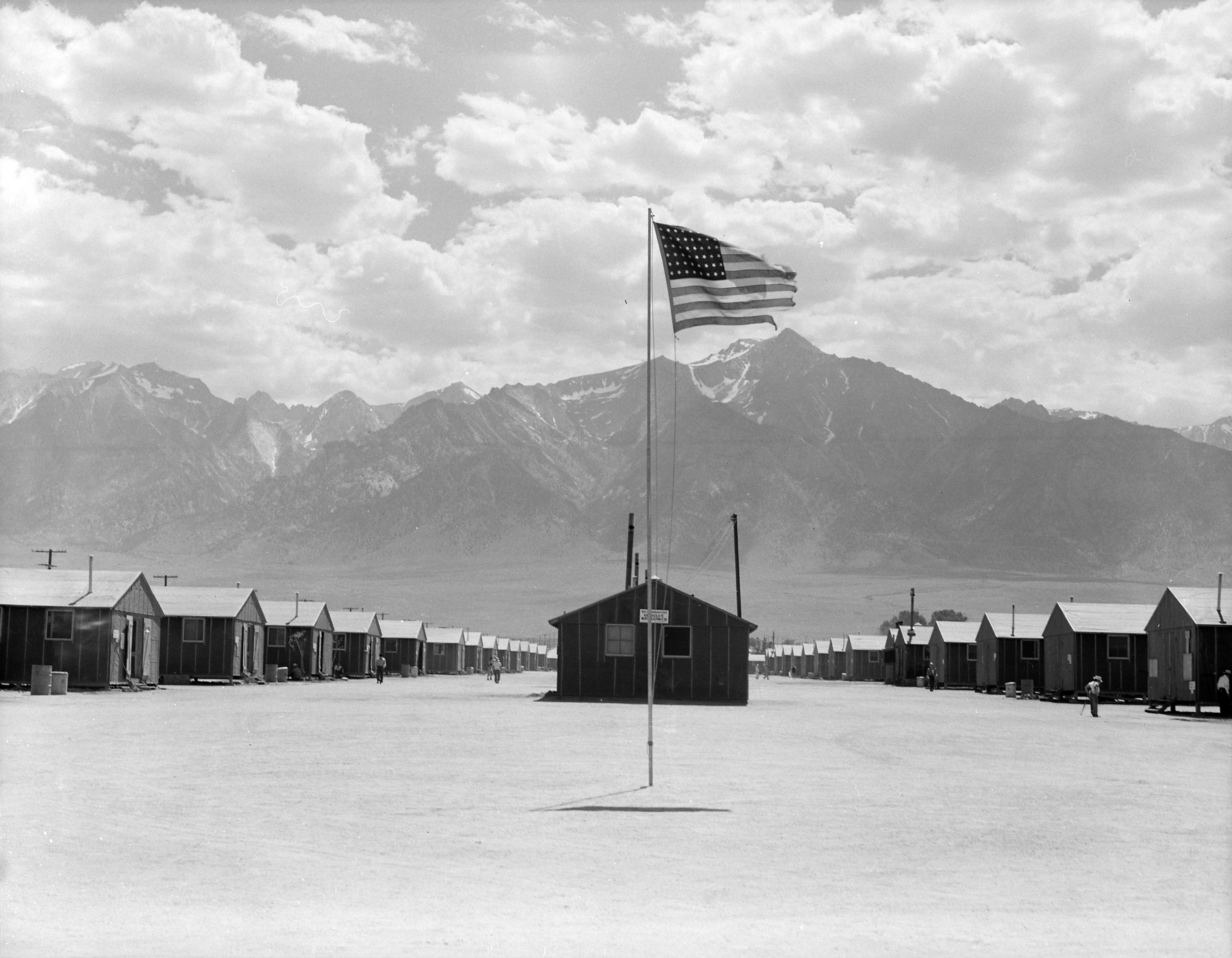
Un camp d'internement pour les Japonais, Manzanar, Californie, juillet 1942.

Les photographies des bâtiments en flamme et des destructions à Pearl Harbor soulevèrent une émotion certaine dans le monde entier. L'attaque japonaise galvanisa la nation américaine et l'unit pour atteindre un but : celui de faire capituler l'Empire du Soleil levant. Le comité pacifiste America First décida lui-même sa dissolution et les adversaires politiques de Roosevelt cessèrent provisoirement leurs attaques. Le sentiment de trahison et la peur du sabotage ou de l’espionnage rendirent suspects les Japonais vivant sur le sol américain et les Américains d'origine japonaise. Le général John DeWitt et le secrétaire à la Marine Frank Knox évoquèrent l'existence d'une cinquième colonne sur le sol américain.
Dans les jours qui suivirent l’attaque, plusieurs rumeurs circulèrent : les ouvriers nippons de l’île auraient coupé les champs de canne à sucre pour former des flèches indiquant le chemin vers Pearl Harbor. D'autres rumeurs touchèrent le président Roosevelt et Marshall qui auraient été au courant de l’attaque. Enfin, la crainte d'un débarquement japonais à la suite de l'attaque ajouta un élément à la confusion qui régnait à Hawaï.
C'est dans ce contexte que 110 000 Japonais et citoyens américains d'origine japonaise furent rassemblés et surveillés dans des camps d'internement (War Relocation Centers). L'ordre exécutif 9066 du 19 février 1942 fut signé par Roosevelt et concerna l'ouest du pays où se concentraient les populations japonaises ; des camps furent ouverts dans des régions isolées des États de Washington, de Californie et de l'Oregon. Cependant, les Japonais des îles Hawaï ne furent pas internés car l'armée et la marine avaient besoin de main d'œuvre. Des Américains d'origine japonaise furent incorporés dans l'Armée américaine notamment dans le 442e Regimental Combat Team qui combattit en Europe à partir de 1943 et subit de lourdes pertes. En 1988, le Congrès présenta officiellement ses excuses pour ces arrestations arbitraires en votant une loi qui indemnisait les victimes encore vivantes.
Pearl Harbor peut également expliquer la détermination des États-Unis à procéder aux bombardements atomiques d'Hiroshima et Nagasaki.

### Portée et signification

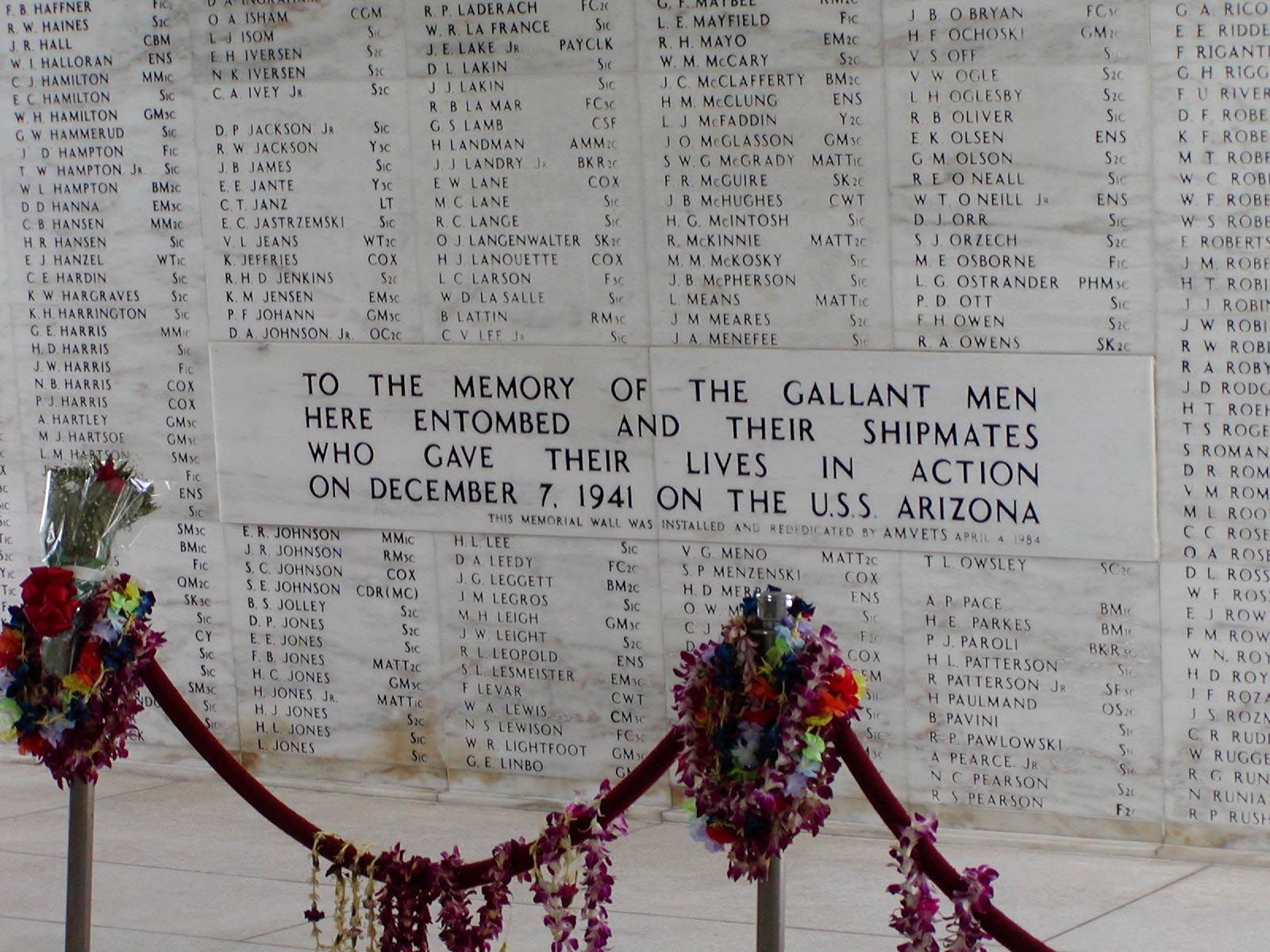
Le mémorial de l'USS Arizona, Pearl Harbor.

L'attaque de Pearl Harbor est toujours considérée par les Américains comme l'un des événements les plus importants de leur histoire : c'était en effet la première fois depuis la guerre de 1812 que le sol américain était attaqué par un pays étranger. Soixante ans plus tard, des journalistes et personnalités politiques comparèrent les attentats du 11 septembre 2001 à l'attaque du 7 décembre 1941,,.
De nombreux films japonais et américains ont relaté cet épisode de la Seconde Guerre mondiale. Tant qu'il y aura des hommes réalisé en 1953 par Fred Zinnemann évoque la vie des militaires à Pearl Harbor. Le film Tora! Tora! Tora! de Richard Fleischer en 1970 donne une description assez réaliste des événements, prenant à la fois les points de vue américain et japonais. Le film documente notamment la longue liste d'erreurs et d'accidents qui rendirent cette attaque si destructrice pour les forces américaines. Le titre reprend le mot Tora qui signifie « tigre ». Il s'agit du message radio envoyé par Mitsuo Fuchida, le commandant de la mission. Le film 1941, réalisé par Steven Spielberg et sorti en 1979, évoque le climat de panique après l'attaque. Dans Nimitz, retour vers l'enfer de Don Taylor (1980), un porte-avions nucléaire voyage dans le temps et se retrouve à Pearl Harbor, la veille de l'attaque, avec la possibilité de changer l'Histoire. Pearl Harbor (2001) de Michael Bay reprend des scènes de Tora! Tora! Tora! comme celle du cuisinier-mitrailleur.

## Un événement controversé
L'attaque de Pearl Harbor fit l'objet de nombreuses polémiques dès les lendemains des événements : entre décembre 1941 et juillet 1946, sept commissions administratives et une commission spéciale enquêtèrent pour établir les responsabilités et les négligences.

### Les commissions d'enquête
La première commission, dirigée par Owen Roberts, fut constituée dès le mois de décembre 1941 et rendit ses conclusions au Congrès des États-Unis en janvier 1942. Elle accusa les officiers de la base (Walter Short et Husband Kimmel) de manquement à leur devoir, en particulier dans la défense de Pearl Harbor ; les deux hommes furent relevés de leurs fonctions. Cependant, le Sénat des États-Unis vota leur réhabilitation en mai 1999 (non signée ni par Clinton ni par Bush).

### Les négligences et erreurs américaines

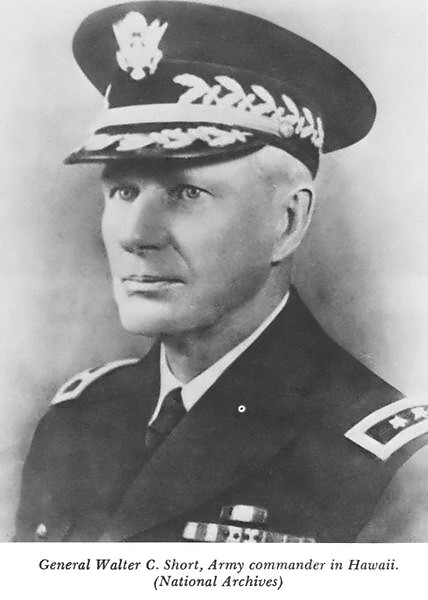
Walter Short

L'attaque de Pearl Harbor par les Japonais provoqua un choc immense dans l'opinion publique, à la tête de l'armée et de l'État. Les journalistes et les politiques posèrent rapidement la question des responsabilités. Il paraissait en effet évident que plusieurs erreurs avaient été commises : encore fallait-il déterminer si elles l'avaient été de manière intentionnelle ou non. Plusieurs défaillances se sont accumulées et ont contribué au désastre : l'entrée de la rade n'était pas protégée par des filets anti torpilles ; les navires, alignés côte à côte sur ordre de l'amiral Claude C. Bloch en raison du manque de place, offraient des cibles idéales ; les soldats ont cru lors des premiers bombardements qu'il s'agit d'un exercice, pensant que les avions venaient de Californie.
Short estimait que le danger le plus immédiat pour les aérodromes était le sabotage et avait donc ordonné que les avions soient concentrés en des endroits aisés à surveiller, ce qui facilita leur destruction par l'attaque aérienne. Short ne croyait pas à l’efficacité du radar, invention relativement nouvelle. L'équipe de surveillance du radar n'avait pas été remplacée après 7 heures puisqu'aucune patrouille n'était de service le dimanche matin. Les diverses installations militaires n'étaient pas camouflées. La cryptanalyse des codes secrets (Code 97 des purple machines) aurait dû aider Pearl Harbor, mais les Japonais pratiquaient la contre-information et ils n’ont pas été transmis à l'heure (George Marshall préféra le télégraphe au téléphone qu'il pensait être écouté par les Japonais), d'autant plus qu'il n'y avait aucun décodeur à Hawaï. Enfin, les divergences entre Short et Kimmel furent une des raisons du manque de coordination et les dysfonctionnements dans le système de défense de Pearl Harbor.

### Les révélations d'un agent double
De nombreux signes et avertissements n'ont pas été entendus ou compris. Quatre mois avant l'attaque, l'espion serbe Dušan Popov, à l'instar de Richard Sorge, informe les services secrets britanniques puis américains des intentions nippones. Les actualités de Paramount dès le 13 novembre 1941 montraient qu'une attaque pourrait avoir lieu sur Pearl Harbor.
Dans un ouvrage publié en 2011, Comment Roosevelt fit entrer les États-Unis dans la guerre, Arnaud Blin indique que l'agent double Dušan Popov avait dévoilé par un questionnaire des services secrets britanniques (MI5) que les amiraux japonais avaient réclamé à l'Abwehr une étude détaillée du bombardement par la RAF de la flotte italienne dans le port de Tarente les 11 et 12 novembre 1940. Bien que le directeur du FBI J. Edgar Hoover ait reçu l'espion Popov le 12 août 1941 dans son bureau, il ne transmit qu'un échantillon du questionnaire à la Maison Blanche.
L’amiral Harold Rainsford Stark, chef des opérations navales américaines, avait envoyé un message d’alerte au commandant en chef des flottes de l’Asie orientale et du Pacifique à Hawaï. L'état-major américain redoutait donc une attaque japonaise mais il ne l'attendait pas à Pearl Harbor, ayant une confiance aveugle dans l'isolement de l'île, à plusieurs milliers de kilomètres du Japon. Stark était convaincu que l’attaque aurait lieu aux Philippines ou à Singapour, ce qui ne constituait pas un casus belli, selon les déclarations de Roosevelt.
Blin a donc la conviction que la surprise de Roosevelt était bien réelle lorsque Knox l'informa de l'attaque.
Le 7 décembre 1941, lorsqu'il apprend que Pearl Harbor a été attaquée, il s'écria incrédule :

« Mon Dieu, ça ne peut pas être vrai. Il s'agit sûrement des Philippines ! »

Les défenses naturelles de Pearl Harbor semblaient la protéger efficacement. Les Américains craignaient davantage un acte de sabotage ou un débarquement, plutôt qu'une attaque aérienne, qu'ils jugeaient impossible. Les menaces transmises ne furent pas prises au sérieux.

### La mise en cause du président Roosevelt

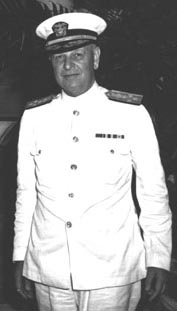
L'amiral Kimmel, déchu de son poste, contributeur de la thèse sur Roosevelt.

Une thèse très controversée affirme que Roosevelt était au courant de l'attaque et qu'il laissa faire pour provoquer l'indignation de la population et faire entrer son pays dans la guerre. Cette théorie fut d'abord avancée par les officiers déchus par les commissions d'enquête : Kimmel se dit victime d'un complot visant à cacher la responsabilité du gouvernement et de l'état-major. Il diffusa cette idée dans ses Mémoires, parus en 1955. Le contre-amiral Robert Alfred Theobald, qui commandait les destroyers à Pearl Harbor, écrivit dans un ouvrage traduit en français :

« Notre conclusion principale est que le président Roosevelt contraignit le Japon à faire la guerre en exerçant en permanence sur lui une pression diplomatique et économique, et l'incita à ouvrir les hostilités par une attaque surprise en maintenant la flotte du Pacifique dans les eaux hawaïennes comme appât. »

Cette thèse fut reprise par les adversaires de Roosevelt et de sa politique extérieure. Les négligences furent utilisées par les républicains pour discréditer le camp démocrate après 1945. Plus tard, plusieurs historiens américains, comme Charles Austin Beard et Charles C. Tansill essayèrent de prouver l'implication du président.
Les faits cités à l'appui de cette hypothèse sont notamment l'absence supposée providentielle des trois porte-avions en manœuvre le jour de l'attaque et qui ne furent donc pas touchés, le fait que les nombreux messages d'avertissement furent ignorés et enfin les négligences locales. Certains soupçonnent le gouvernement américain d'avoir tout fait pour ne recevoir la déclaration de guerre japonaise qu'après le bombardement. Les partisans de cette thèse sont convaincus que Roosevelt a poussé les Japonais à la guerre tout au long des années 1930 afin de convaincre le peuple américain, majoritairement isolationniste et partisan de la neutralité.

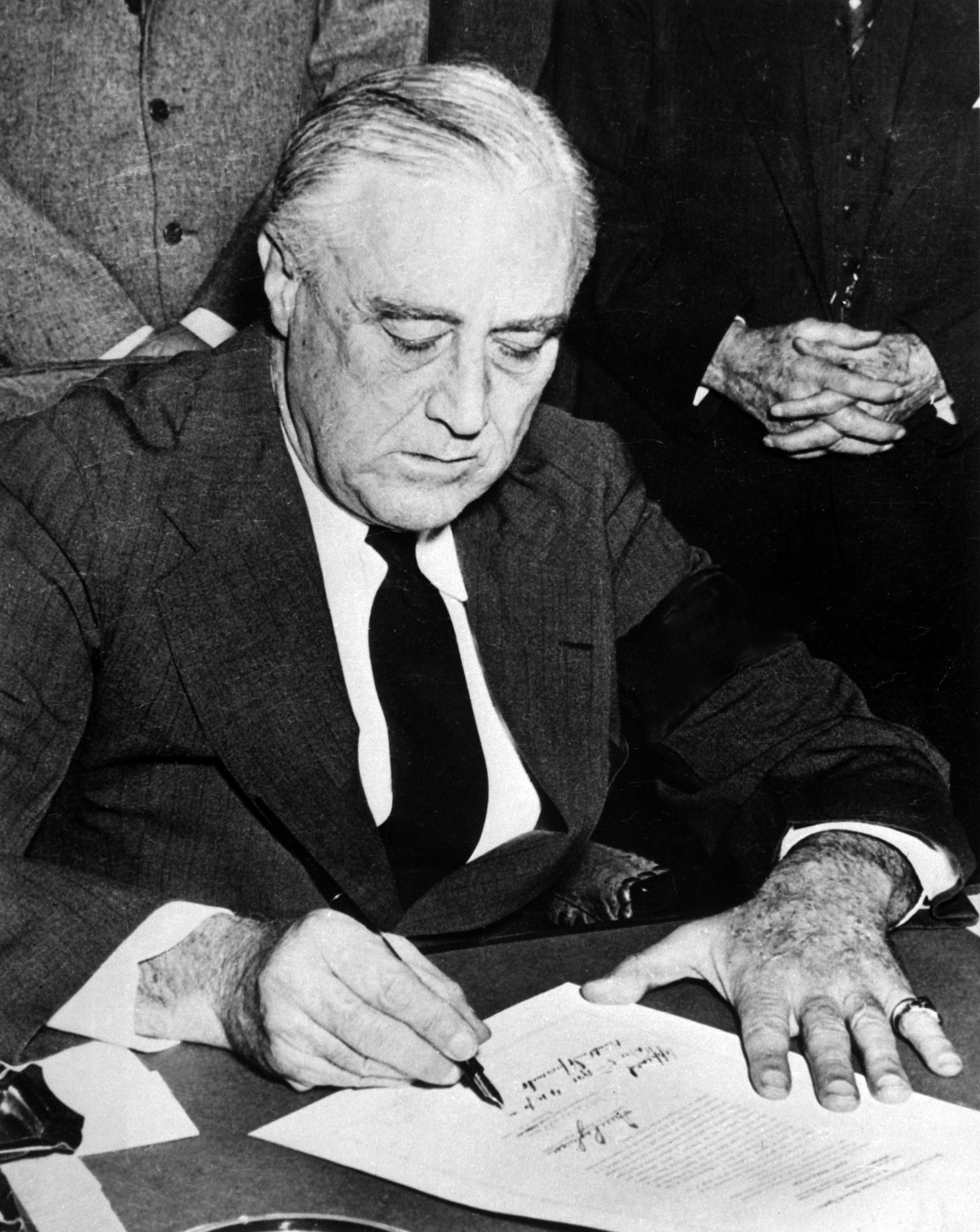
Le président américain Roosevelt signant la déclaration de guerre contre le Japon, une fois son discours prononcé devant le Congrès.

Il est, cependant, difficile d'imaginer que Roosevelt ait laissé détruire autant de bâtiments de la Marine uniquement pour engager son pays dans la guerre. En effet, la valeur tactique des porte-avions était méconnue en 1941, même si d'évidence, compte tenu des investissements réalisés, les Japonais et les Américains fondaient de gros espoirs sur cette nouvelle unité marine. C'était encore le cuirassé qui faisait figure de navire principal dans les flottes de guerre, et même l'amiral Yamamoto envisageait l'affrontement final entre les deux pays sous la forme d'un combat entre cuirassés. Dès lors, tout officier au courant de l'attaque aurait fait en sorte de protéger les cuirassés qui seraient alors partis au large en sacrifiant les porte-avions. Ce choix aurait été logique pour les autorités de la Marine et paradoxalement plus néfaste aux Américains dans la poursuite de la guerre. L'amiral Chester Nimitz livra une analyse similaire dès 1945 :

« Si l'amiral Husband Kimmel, alors commandant des forces américaines à Pearl Harbor, avait reçu 24 heures à l'avance la nouvelle de l'attaque, il aurait fait partir toutes nos forces à la rencontre des Japonais. Nous n'avions pas un seul porte-avions capable de s'opposer à la formation des porte-avions de l'amiral Nagumo, et les Japonais auraient coulé chacun de nos bateaux en haute mer. Nous aurions perdu 60 000 hommes et la quasi-totalité de notre flotte du Pacifique. »

Quant au message d’alerte, il arriva trop tard à Pearl Harbor à cause du décalage horaire, du jour (un dimanche), des maladresses et des problèmes techniques. En outre, les services de renseignement américains travaillaient séparément et étaient souvent incompétents. Si la plupart des messages secrets ennemis étaient déchiffrés, ceux de la Marine japonaise restaient souvent mystérieux. De plus, les services japonais pratiquaient le jeu de la désinformation.
Par conséquent, rien ne permet d’affirmer que Roosevelt était au courant de l'attaque de Pearl Harbor, bien qu'il ait presque certainement accumulé des actes contraires à la neutralité dans les années 1930. Cependant, les sanctions économiques visaient avant tout les Allemands, et Roosevelt donnait la priorité au théâtre européen des opérations, comme le montre, par exemple la conférence Arcadia, et la guerre contre le Japon ne fut jamais sa priorité absolue.
Si Roosevelt et son entourage étaient conscients des risques de guerre provoqués par la politique de soutien au Royaume-Uni, à l'URSS et à la Chine, il n'y a pas d'indication qu'ils aient souhaité l'attaque de Pearl Harbor. Le désastre fut provoqué par la préparation minutieuse des Japonais, par une série de négligences locales et par des circonstances particulièrement défavorables aux Américains.
Enfin ils ne pouvaient pas être certains des réactions allemande et italienne. Ce furent Hitler et Mussolini qui, par le jeu des alliances, déclarèrent la guerre aux États-Unis quelques jours après la déclaration de guerre américaine au Japon et impliquèrent ainsi directement les États-Unis dans le conflit en Europe et en Afrique du Nord.